# 主要国首脳会議
主要国首脳会議（しゅようこくしゅのうかいぎ）もしくは先進国首脳会議（せんしんこくしゅのうかいぎ）は、7か国による国際会議である。サミット（首脳の地位を山頂に擬えたもの）とも呼ばれる。
世界の7大経済大国であった日本、アメリカ、カナダ、フランス、イギリス、ドイツ、イタリア及び欧州連合（EU）で構成され、メンバーは世界最大の国際通貨基金（IMF）の先進国であり、“最も裕福な自由民主主義国であり、グループは多元主義と代議制政府、多様性や移民受け入れという共通の価値観に基づいて公式に組織されている”（IMF談）。2018年の時点で、G7は世界の純資産（317兆ドル）の60%近くを占め、世界のGDPの32-46%を占める。また世界人口の10%に当たる約7億7000万人を占める。メンバーはいずれも世界的な大国であり、経済、軍事、外交面で緊密な関係を保っている。
法的・制度的な基盤を持たないものの、国際的に大きな影響力を持っていると考えられており、HIV/AIDS対策、途上国への資金援助、2015年のパリ協定による気候変動への対応など、いくつかの主要な世界的取り組みのきっかけとなったり、先導したりしている。
G7は、Group of Seven（グループ・オブ・セブン）の略で、主要7か国首脳会議、先進7か国首脳会議ともいう。

## 概説
- 日本
- アメリカ
- カナダ
- フランス
- イギリス
- ドイツ
- イタリア

上記の首脳およびEUの大統領と委員長が年に1度集まり、国際的な政治的・経済的課題について議論する会合である（その他の国の首脳や国際機関の代表も例外的に出席することがある）。また、それに合わせて数多くの下部会議や政策検討も行われる。

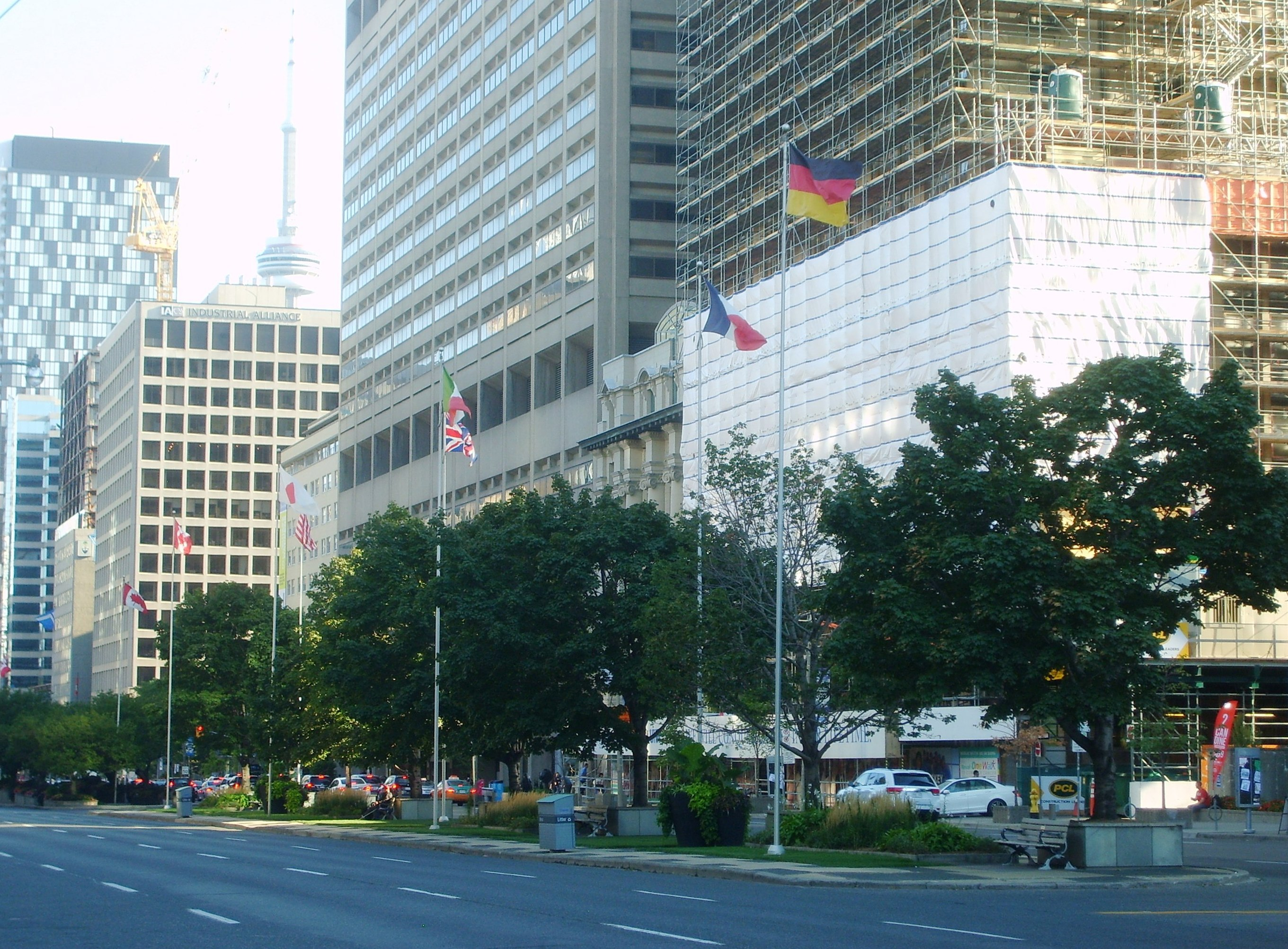
第14回先進国首脳会議の際、開催地に選ばれたトロントにて掲揚されたG7各国の国旗（2016年9月）

当初、日本、アメリカ、フランス、イギリス、西ドイツの5か国が参加するG5として発足。1975年にイタリアが参加し第1回先進国首脳会議が開催されG6となる。その後1976年にカナダが加わり第2回先進国首脳会議が開催されG7となった。現在では首脳や各閣僚による会合は全てG7の枠組みとなっている。カナダ以外の6か国は20世紀前半までの帝国主義時代における列強にあたる。
その後、1998年サミットからロシアが参加しG8となり、主要8か国首脳会議などと呼ばれていた。なお、ロシアの参加によって首脳会議や閣僚会合がG8という枠組みとなっていた時代においても、財務相・中央銀行総裁会議に関してはG7の枠組みで活動していた。しかし、2014年のロシアによるクリミア併合でロシアはその参加資格を停止され（後述）、その後も復帰の目処がたたず事実上G7に戻った。

## 経緯
発足時の名称は「先進国首脳会議」。
冷戦下の1973年の石油危機と、それに続く世界不況に起源を持つ。1973年3月25日、この不況を憂慮した米財務長官のジョージ・シュルツは、将来の経済的課題を討議する会議を模索するため、フランス・イギリス・西ドイツからそれぞれ財務相（ヘルムート・シュミット、ヴァレリー・ジスカールデスタン、アンソニー・バーバー）を招集し、ワシントンD.C.で非公式の会合を行った。この時、米大統領のニクソンは会場としてホワイトハウスを提供し、会合が地階の図書室で開催されたことから、この4か国は「ライブラリーグループ」と呼ばれた。現在のG7財務相・中央銀行総裁会議の前身である。同年秋に開かれたIMFと世界銀行の年次総会の際に行われた非公式会合の場で、シュルツは先の4か国に日本を加えることを提唱し、合意された。
1975年、フランスで大統領となったジスカール・デスタンは、ライブラリーグループのメンバーに日本を加えた“工業化された4つの主要民主主義国”の首脳をフランスのランブイエに招待し、フランスを含めて5か国で初めての首脳会議を開き、定期的に首脳会議を持つことを提案した。このときの出席者は、主催国（議長国）を持ち回りで交代しつつ年に1回会議を持つことに合意した。こうしていわゆる「G5」が構想された。しかし、これに対して伊首相のアルド・モロが参加を強く主張し、最終的にイタリアも正式に加えられることとなり、会議は6か国による「G6」として開催された。
翌年のプエルトリコの首都・サンフアンでのサミットで米大統領のジェラルド・フォードの要請によりカナダが参加し「G7」となる。
冷戦の終結に続く1991年の第17回先進国首脳会議（ロンドン・サミット）終了後、旧東側諸国の盟主で、かつてはG7諸国と対立していたソ連（現ロシア）とサミットの枠外で会合を行うようになった。ロシアは1994年のナポリ会合以降は首脳会議のうち政治討議に参加するようになり、1997年のデンバー会議以降は「世界経済」「金融」などの一部セッションを除き基本的に全ての日程に参加することになった。1998年のバーミンガム会議以降は従来の「G7サミット」に代わり「G8サミット」という呼称が用いられるようになった。さらに2003年のエビアン・サミット以降、ロシアは「世界経済」に関するセッションを含め完全に全ての日程に参加するようになった。一方ロシアは経済力が大きくないなどの理由により、7か国財務相・中央銀行総裁会議には完全参加していなかった。
ロシアの参加には米大統領ビル・クリントンの示唆などもあった。ロシアは加入当初は経済破綻で貧困状態であったために先進国とは言い難く、一人当たり名目GDPも1999年には1334ドルに過ぎない発展途上国状態であった。このころ、名称が「先進国首脳会議」から「主要国首脳会議」に変更された。
他方、2005年2月18日、米上院議員のジョー・リーバーマンとジョン・マケインが露大統領のウラジーミル・プーチンによって民主的・政治的自由が確保されるまではG8への参加を見合わせるようにロシアに呼びかけるなどの動きもあった。
国連総会などの外交官レベルの会議に比べ、主要各国の首脳会議であるサミットは決断力・実行力に格段の優位性をもつほか、拒否権のような制度的問題がなく、国連を補完する一定の役割も果たしている。
2014年3月25日にオランダのハーグで開かれた核セキュリティーサミットとあわせ、臨時のG7サミットが開かれた。その議場において、ロシアのウクライナに対する軍事介入やクリミア半島併合などを非難したG7の首脳陣は、2014年6月にロシア・ソチで行われる予定だったG8サミットを中止し、会場をベルギーのブリュッセルに変更する決定をした。また同会議において、「ロシアが態度を改め、G8において意味ある議論を行う環境に戻るまで、G8への参加を停止する」という内容のハーグ宣言を発表した。

## メンバー国と招待国
国連や世界銀行のような国際機関とは異なり、条約に基づくものではなく、常設の事務局やオフィスはなく、議長国は加盟国の間で毎年交代し、議長国はグループの優先事項を決定し、主要国首脳会議（サミット）を開催する。サミットの新たなメンバー国を増やすには、全参加国の支持が必要となる。一方、招待国は議長国に権限が与えられている。またメンバー国の間で毎年順番にグループの議長国が回り、新しい議長国は1月1日から担当が始まると考えられている。議長国は一連の閣僚級会議を主催し、続いて年の中頃に3日間の首脳によるサミットを行う。また、出席者の安全を確保するのも議長国の役割である。
閣僚級会議は健康・法務・労働を担当する閣僚が集まり、相互のまたは全地球的な問題について議論する。これらのうち最もよく知られたものはG7外相会合、G7財務相会合などがある。1994年にはG7の後援の下で、情報化社会の実現に関する特別プログラムが設立された。
G7サミット国や招待国以外でも、特定の分野で参加することができる。例えば2005年6月には、G8は幼児性愛者に関する国際的データベースを立ち上げることに同意され設置されたが、G8以外の国もこのデータベースに参加することができる。またG8は、各国のプライバシーと保安にかかる法律の範囲内でテロリズムに関するデータを集積することにも同意した。同時にG8構成国、およびインド、中国、ブラジル（発展途上国で最大の地球温暖化ガスの排出国）の国際科学アカデミーが気候変動に関する共同声明に署名した。この声明は気候変動についての科学的理解はいまや各国が即座に対策を執るには十分に明らかになっており、IPCCの統一見解を明示的に支持するということを強調している。

## 議論

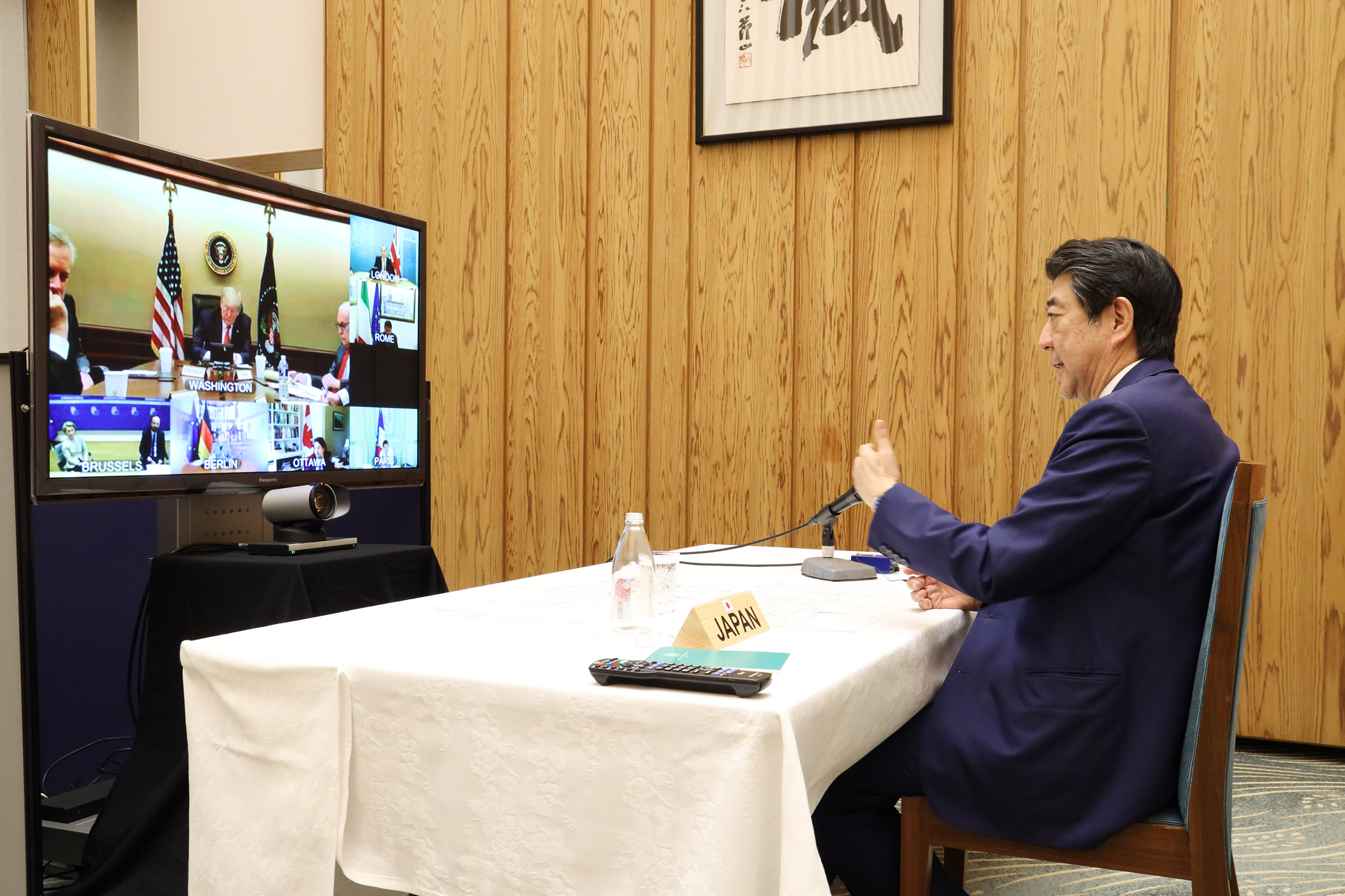
G7のビデオ会議（2020年4月16日、総理官邸にて）

近年はインドや中国などの新興国の急速な経済発展の反面G7の経済力と影響力低下に伴い、世界経済に関してはG7にEUとロシアおよび新興経済国11か国を加えたG20の枠組みで議論される事が多くなっている。
2010年2月5日から6日まで2日間の日程でカナダのイカルイトで開幕したG7の財務相・中央銀行総裁会議では、世界経済の現状について意見交換する夕食会の後、膝詰めで話し合う「炉端対話」が行われ、仏財務相のクリスティーヌ・ラガルドからG7の今後のあり方が提案されたが結論は出ず、継続議論となった。日本からは財務大臣の菅直人と日銀総裁の白川方明が出席した。
2015年には、中国の海洋進出やロシアによるクリミア併合などを受けて、法の支配や普遍的価値を共有することでG7の結束を高めるとされた。2016年5月31日、外務大臣の岸田文雄（当時）は、記者会見で「G20の台頭」に対して、「G7は特に、自由、民主主義、法の支配、人権と言った基本的な価値観を共有する主要国の枠組みだと思います。」「国際社会が経済も含めて不透明化する中にあって、この枠組の意義、存在感は益々高まっていくのではないか、このように認識しております。」（一部抜粋）と語った。
2020年6月、同年の開催国にあたる米国大統領のドナルド・トランプはG7の枠組みにオーストラリア、インド、ロシア、韓国を加えてG10またはG11に拡大する意向を示した。新型コロナウイルスの流行を背景に「対中包囲網」という意識もあると見られる。ただし、全G7諸国の承認が条件でありカナダとイギリスはロシアの参加に反対し、ロシアも中国排除の仕組みに意味がないと難色を示した。韓国に関しては日本政府からも北朝鮮問題を理由に参加を拒否された。また、EU外相のジョセップ・ボレルは「トランプにG7の枠組みを変える権限など一切ない。」と痛烈に批判している。7月27日には、ドイツもG7の拡大を批判した。2021年、日本政府はG7の拡大に反対すると正式に表明した。
2022年は、ロシアによるウクライナ侵略への対応を目的とし、ウクライナへの支援とロシアに対する経済制裁の議論が活発化したが、グローバルサウス諸国を巻き込むことができず、G7の地位低下が浮き彫りとなった。
2025年のサミットでは、イスラエルによるイラン核施設攻撃を巡り、イスラエルの自衛権を認めイランを敵視する声明を出した。これはイランと伝統的に関係の深い日本の基本方針と異なる。石破茂首相はサミット直前にイスラエルの攻撃を非難したばかりだった。

## 先進国・主要国首脳会議の一覧
以前は、サミット参加7か国の間でフランス、アメリカ、イギリス、ドイツ（旧西ドイツ）、日本、イタリア、カナダの順で毎年持ち回り開催されてきた。ロシアが参加するようになってからはイギリスの次にロシアが入り、8か国持ち回りになった。前半3か国が国連安保理の常任理事国であり、後半4か国はそうではない。
1990年代までは開催国の首都などの大都市での開催が多かったが、1990年代末になると反グローバリズム・アルテルモンディアリスム団体の抵抗運動によるデモ活動が頻発。特に2001年のジェノヴァでは大規模なデモに見舞われたことから、以降、警備のしやすい地方都市、保養地での開催が多くなっている。
| 回 | 年月日                       | ホスト国 | 開催地                     | 備考 |
| -- | ---------------------------- | -------- | -------------------------- | --- |
| 1  | 1975年11月15日 - 17日        | フランス | ランブイエ                 | カナダ・ロシア（当時はソ連）を除く6か国（日米とヨーロッパの西側4か国）で開催 |
| 2  | 1976年6月27日・28日          | アメリカ | サンフアン                 | カナダが参加し「G7」形成 |
| 3  | 1977年5月7日・8日            | イギリス | ロンドン                   | |
| 4  | 1978年7月16日・17日          | 西ドイツ | ボン                       | |
| 5  | 1979年6月28日・29日          | 日本     | 東京                       | |
| 6  | 1980年6月22日・23日          | イタリア | ヴェネツィア               | 日本は首相の大平正芳が衆参同日選挙中に急死したため、外相の大来佐武郎が代理出席 |
| 7  | 1981年7月20日・21日          | カナダ   | オタワ                     | |
| 8  | 1982年6月4日 - 6日           | フランス | ヴェルサイユ               | |
| 9  | 1983年5月28日 - 30日         | アメリカ | ウィリアムズバーグ         | |
| 10 | 1984年6月7日 - 9日           | イギリス | ロンドン                   | |
| 11 | 1985年5月2日 - 4日           | 西ドイツ | ボン                       | |
| 12 | 1986年5月4日 - 6日           | 日本     | 東京                       | |
| 13 | 1987年6月8日 - 10日          | イタリア | ヴェネツィア               | |
| 14 | 1988年6月19日 - 21日         | カナダ   | トロント                   | |
| 15 | 1989年7月14日 - 16日         | フランス | ラ・デファンス             | 「アルシュ・サミット」と呼ばれる。フランス革命200年祭（パリ祭）に合わせて開催。 |
| 16 | 1990年7月9日 - 11日          | アメリカ | ヒューストン               | |
| 17 | 1991年7月15日 - 17日         | イギリス | ロンドン                   | ドイツは再統一後の初の参加。 |
| 18 | 1992年7月6日 - 8日           | ドイツ   | ミュンヘン                 | |
| 19 | 1993年7月7日 - 9日           | 日本     | 東京                       | |
| 20 | 1994年7月8日 - 10日          | イタリア | ナポリ                     | 社会党所属の内閣総理大臣である村山富市が出席。現地での飲食で体調不良となる。 |
| 21 | 1995年6月15日 - 17日         | カナダ   | ハリファックス             | |
| -  | 1996年4月19日・20日          | ロシア   | モスクワ                   | 核の安全のための特別サミット（※非公式） |
| 22 | 1996年6月27日 - 29日         | フランス | リヨン                     | |
| 23 | 1997年6月20日 - 22日         | アメリカ | デンバー                   | |
| 24 | 1998年5月15日 - 17日         | イギリス | バーミンガム               | 初のG8公式サミットかつ、イギリス初の地方開催サミット。先進国とは言い難い状態だったロシアが加わったため「先進国首脳会議」から「主要国首脳会議」に改称。 |
| 25 | 1999年6月18日 - 20日         | ドイツ   | ケルン                     | |
| 26 | 2000年7月21日 - 23日         | 日本     | 名護市                     | 通称「九州・沖縄サミット」。日本初の地方開催サミット |
| 27 | 2001年7月20日 - 22日         | イタリア | ジェノヴァ                 | |
| 28 | 2002年6月26日・27日          | カナダ   | カナナスキス               | |
| 29 | 2003年6月2日・3日            | フランス | エビアン                   | |
| 30 | 2004年6月8日 - 10日          | アメリカ | シーアイランド             | |
| 31 | 2005年7月6日 - 8日           | イギリス | グレンイーグルズ           | ロンドン同時爆破事件が起こり、予定が大幅変更に |
| 32 | 2006年7月15日 - 17日         | ロシア   | サンクトペテルブルク       | ロシアで初開催 |
| 33 | 2007年6月6日 - 8日           | ドイツ   | ハイリゲンダム             | |
| 34 | 2008年7月7日 - 9日           | 日本     | 洞爺湖町                   | 通称「北海道・洞爺湖サミット」 |
| 35 | 2009年7月8日 - 10日          | イタリア | ラクイラ                   | 2009年4月6日のラクイラ地震で被災したため、国際的な被災地支援を狙い、開催地をラ・マッダレーナから急遽ラクイラに変更 |
| 36 | 2010年6月25日 - 27日         | カナダ   | ハンツビル                 | G8に続き、G20（20か国地域首脳会議）も同地で開催された。ハンツビルのある地域にちなみ「ムスコカサミット」とも呼ばれる。 |
| 37 | 2011年5月26日・27日          | フランス | ドーヴィル                 | |
| 38 | 2012年5月18日・19日          | アメリカ | キャンプデービッド         | |
| 39 | 2013年6月17日・18日          | イギリス | ロック・アーン             | |
| -  | 2014年3月24日                | オランダ | デン・ハーグ               | 核セキュリティ・サミット開催と同時にロシアによるクリミア併合に関しての緊急開催。ロシアの参加資格停止が決定。 |
| 40 | 2014年6月4日・5日            | ベルギー | ブリュッセル               | ロシア・ソチで開催予定であったが、ロシアが参加資格停止となったので代替地で開催。G8からG7に戻った最初の公式サミット。 |
| 41 | 2015年6月7日・8日            | ドイツ   | エルマウ                   | |
| 42 | 2016年5月26日・27日          | 日本     | 志摩市                     | 通称「伊勢志摩サミット」 |
| 43 | 2017年5月26日・27日          | イタリア | タオルミーナ               | |
| 44 | 2018年6月8日・9日            | カナダ   | シャルルボワ               | |
| 45 | 2019年8月24日 - 26日         | フランス | ビアリッツ                 | |
| 46 | 2020年6月10日 - 12日（中止） | アメリカ | キャンプデービッド         | 6月に行われるはずだったが、新型コロナウイルスの世界的大流行のため延期となった。その後、ワシントン近郊での開催を検討されたが実現出来ず、11月、アメリカの政権交代（ドナルド・トランプ→ジョー・バイデン）が確実となり、また新型コロナウイルスの蔓延も収まらず結局開催されなかった。これは1975年に「G6」として開催されて以来初の事態。 |
| 47 | 2021年6月11日 - 13日         | イギリス | コーンウォール・カービス湾 | |
| -  | 2022年3月24日                | ベルギー | ブリュッセル               | ロシアによるウクライナ侵攻に関しての緊急開催 |
| 48 | 2022年6月26日 - 28日         | ドイツ   | エルマウ                   | |
| 49 | 2023年5月19日 - 21日         | 日本     | 広島市                     | 通称「広島サミット」 |
| 50 | 2024年6月13日 - 15日         | イタリア | ファザーノ                 | |
| 51 | 2025年6月15日 - 17日         | カナダ   | カナナスキス               | |
| 52 | 2026年6月                    | フランス | エビアン                   | |

## 出席者

### G7（G8）リーダー

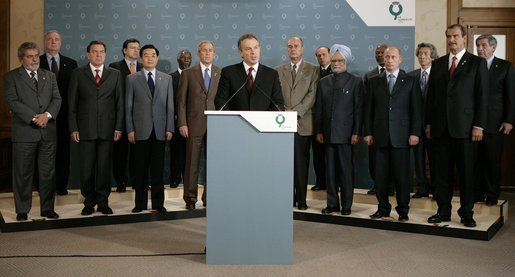
2005年のグレンイーグルズサミット。ロンドン同時爆破事件に対する声明を読み上げるイギリスのトニー・ブレア首相を囲む首脳ら。左からブラジルの大統領、カナダの首相、ドイツの首相、EUの委員長、中国の国家主席、国連事務総長、アメリカの大統領、イギリスの首相、フランスの大統領、イタリアの首相、インドの首相、南アフリカの大統領、ロシアの大統領、日本の内閣総理大臣、メキシコの大統領、イギリスの外相。このメンバーでの会合がサミットにおける経済分野以外での最大の拡大会合となる。イギリスはEU理事会議長国の任期とバッティングしていたため、外相のジャック・ストローが欧州理事会代表として出席していた。

第1回は日本、アメリカ、フランス、イギリス、西ドイツ、イタリアの6か国首脳によるG6、第2回から第23回までは6か国にカナダを加えたG7、第24回から第39回までは7か国にロシアを加えたG8。西ドイツは1990年にドイツ再統一が起こったため、第17回からは統一ドイツとして出席している。
1998年から2013年まで、G8は以下の8名で構成された。
- 日本国内閣総理大臣
- アメリカ合衆国大統領
- カナダ首相
- フランス共和国大統領
- グレートブリテン及び北アイルランド連合王国首相兼第一大蔵卿兼国家公務員担当大臣
- ドイツ連邦共和国連邦首相
- イタリア共和国閣僚評議会議長
- ロシア連邦大統領（2014年参加資格停止）

2014年のロシアによるクリミア侵攻をもってロシアが参加資格停止となったので、それ以降はG7に戻って今日に至っている。
なお第6回（1980年）のみ日本からは外務大臣の大来佐武郎が出席した。サミット直前に内閣総理大臣の大平正芳が急死し、大平の後継総理は第36回衆議院議員総選挙、第12回参議院議員通常選挙の衆参同日選挙が終了するまで決定されなかったためである（鈴木善幸が就任するまで、内閣官房長官の伊藤正義が内閣総理大臣臨時代理を務めた）。

#### 歴代出席者の一覧
太字は議長国の首脳。
| 回 | 開催年 | 首相         | 大統領           | 首相         | 大統領             | 首相       | 首相         | 首相             | 大統領                                 |
| -- | ------ | ------------ | ---------------- | ------------ | ------------------ | ---------- | ------------ | ---------------- | -------------------------------------- |
| 1  | 1975年 | 三木         | フォード         | -            | ジスカールデスタン | ウィルソン | シュミット   | モロ             | -                                      |
| 2  | 1976年 | 三木         | フォード         | P・トルドー  | ジスカールデスタン | キャラハン | シュミット   | モロ             | -                                      |
| 3  | 1977年 | 福田赳       | カーター         | P・トルドー  | ジスカールデスタン | キャラハン | シュミット   | アンドレオッティ | -                                      |
| 4  | 1978年 | 福田赳       | カーター         | P・トルドー  | ジスカールデスタン | キャラハン | シュミット   | アンドレオッティ | -                                      |
| 5  | 1979年 | 大平         | カーター         | クラーク     | ジスカールデスタン | サッチャー | シュミット   | アンドレオッティ | -                                      |
| 6  | 1980年 | 大来（外相） | カーター         | P・トルドー  | ジスカールデスタン | サッチャー | シュミット   | コシガ           | -                                      |
| 7  | 1981年 | 鈴木         | レーガン         | P・トルドー  | ミッテラン         | サッチャー | シュミット   | スパドリーニ     | -                                      |
| 8  | 1982年 | 鈴木         | レーガン         | P・トルドー  | ミッテラン         | サッチャー | シュミット   | スパドリーニ     | -                                      |
| 9  | 1983年 | 中曽根       | レーガン         | P・トルドー  | ミッテラン         | サッチャー | コール       | ファンファーニ   | -                                      |
| 10 | 1984年 | 中曽根       | レーガン         | P・トルドー  | ミッテラン         | サッチャー | コール       | クラクシ         | -                                      |
| 11 | 1985年 | 中曽根       | レーガン         | マルルーニー | ミッテラン         | サッチャー | コール       | クラクシ         | -                                      |
| 12 | 1986年 | 中曽根       | レーガン         | マルルーニー | ミッテラン         | サッチャー | コール       | クラクシ         | -                                      |
| 13 | 1987年 | 中曽根       | レーガン         | マルルーニー | ミッテラン         | サッチャー | コール       | ファンファーニ   | -                                      |
| 14 | 1988年 | 竹下         | レーガン         | マルルーニー | ミッテラン         | サッチャー | コール       | デミータ         | -                                      |
| 15 | 1989年 | 宇野         | ブッシュ（41代） | マルルーニー | ミッテラン         | サッチャー | コール       | デミータ         | -                                      |
| 16 | 1990年 | 海部         | ブッシュ（41代） | マルルーニー | ミッテラン         | サッチャー | コール       | アンドレオッティ | -                                      |
| 17 | 1991年 | 海部         | ブッシュ（41代） | マルルーニー | ミッテラン         | メージャー | コール       | アンドレオッティ | ゴルバチョフ（ソ連大統領・ゲスト参加） |
| 18 | 1992年 | 宮澤         | ブッシュ（41代） | マルルーニー | ミッテラン         | メージャー | コール       | アマート         | -                                      |
| 19 | 1993年 | 宮澤         | クリントン       | キャンベル   | ミッテラン         | メージャー | コール       | チャンピ         | -                                      |
| 20 | 1994年 | 村山         | クリントン       | クレティエン | ミッテラン         | メージャー | コール       | ベルルスコーニ   | -                                      |
| 21 | 1995年 | 村山         | クリントン       | クレティエン | シラク             | メージャー | コール       | ディーニ         | -                                      |
| 22 | 1996年 | 橋本         | クリントン       | クレティエン | シラク             | メージャー | コール       | プローディ       | -                                      |
| 23 | 1997年 | 橋本         | クリントン       | クレティエン | シラク             | ブレア     | コール       | プローディ       | エリツィン                             |
| 24 | 1998年 | 橋本         | クリントン       | クレティエン | シラク             | ブレア     | コール       | プローディ       | エリツィン                             |
| 25 | 1999年 | 小渕         | クリントン       | クレティエン | シラク             | ブレア     | シュレーダー | ダレマ           | エリツィン                             |
| 26 | 2000年 | 森           | クリントン       | クレティエン | シラク             | ブレア     | シュレーダー | アマート         | プーチン                               |
| 27 | 2001年 | 小泉         | ブッシュ（43代） | クレティエン | シラク             | ブレア     | シュレーダー | ベルルスコーニ   | プーチン                               |
| 28 | 2002年 | 小泉         | ブッシュ（43代） | クレティエン | シラク             | ブレア     | シュレーダー | ベルルスコーニ   | プーチン                               |
| 29 | 2003年 | 小泉         | ブッシュ（43代） | クレティエン | シラク             | ブレア     | シュレーダー | ベルルスコーニ   | プーチン                               |
| 30 | 2004年 | 小泉         | ブッシュ（43代） | マーティン   | シラク             | ブレア     | シュレーダー | ベルルスコーニ   | プーチン                               |
| 31 | 2005年 | 小泉         | ブッシュ（43代） | マーティン   | シラク             | ブレア     | シュレーダー | ベルルスコーニ   | プーチン                               |
| 32 | 2006年 | 小泉         | ブッシュ（43代） | ハーパー     | シラク             | ブレア     | メルケル     | プローディ       | プーチン                               |
| 33 | 2007年 | 安倍         | ブッシュ（43代） | ハーパー     | サルコジ           | ブレア     | メルケル     | プローディ       | プーチン                               |
| 34 | 2008年 | 福田康       | ブッシュ（43代） | ハーパー     | サルコジ           | ブラウン   | メルケル     | ベルルスコーニ   | メドヴェージェフ                       |
| 35 | 2009年 | 麻生         | オバマ           | ハーパー     | サルコジ           | ブラウン   | メルケル     | ベルルスコーニ   | メドヴェージェフ                       |
| 36 | 2010年 | 菅直         | オバマ           | ハーパー     | サルコジ           | キャメロン | メルケル     | ベルルスコーニ   | メドヴェージェフ                       |
| 37 | 2011年 | 菅直         | オバマ           | ハーパー     | サルコジ           | キャメロン | メルケル     | ベルルスコーニ   | メドヴェージェフ                       |
| 38 | 2012年 | 野田         | オバマ           | ハーパー     | オランド           | キャメロン | メルケル     | モンティ         | メドヴェージェフ （首相）              |
| 39 | 2013年 | 安倍         | オバマ           | ハーパー     | オランド           | キャメロン | メルケル     | レッタ           | プーチン                               |
| 40 | 2014年 | 安倍         | オバマ           | ハーパー     | オランド           | キャメロン | メルケル     | レンツィ         | （参加資格停止）                       |
| 41 | 2015年 | 安倍         | オバマ           | ハーパー     | オランド           | キャメロン | メルケル     | レンツィ         | （参加資格停止）                       |
| 42 | 2016年 | 安倍         | オバマ           | J・トルドー  | オランド           | キャメロン | メルケル     | レンツィ         | （参加資格停止）                       |
| 43 | 2017年 | 安倍         | トランプ         | J・トルドー  | マクロン           | メイ       | メルケル     | ジェンティローニ | （参加資格停止）                       |
| 44 | 2018年 | 安倍         | トランプ         | J・トルドー  | マクロン           | メイ       | メルケル     | コンテ           | （参加資格停止）                       |
| 45 | 2019年 | 安倍         | トランプ         | J・トルドー  | マクロン           | ジョンソン | メルケル     | コンテ           | （参加資格停止）                       |
| 46 | 2020年 | 安倍         | トランプ         | J・トルドー  | マクロン           | ジョンソン | メルケル     | コンテ           | （参加資格停止）                       |
| 47 | 2021年 | 菅義         | バイデン         | J・トルドー  | マクロン           | ジョンソン | メルケル     | ドラギ           | （参加資格停止）                       |
| 48 | 2022年 | 岸田         | バイデン         | J・トルドー  | マクロン           | ジョンソン | ショルツ     | ドラギ           | （参加資格停止）                       |
| 49 | 2023年 | 岸田         | バイデン         | J・トルドー  | マクロン           | スナク     | ショルツ     | メローニ         | （参加資格停止）                       |
| 50 | 2024年 | 岸田         | バイデン         | J・トルドー  | マクロン           | スナク     | ショルツ     | メローニ         | （参加資格停止）                       |
| 51 | 2025年 | 石破         | トランプ         | カーニー     | マクロン           | スターマー | メルツ       | メローニ         | （参加資格停止）                       |

#### 記録
- 最多出席回数 - 16回　ヘルムート・コール（西ドイツ→ドイツ）、アンゲラ・メルケル（ドイツ）

コールは1983年から1998年にかけて出席、メルケルは2006年から2021年にかけて出席。
- 最多主催回数 - 3回　シルヴィオ・ベルルスコーニ（イタリア）

イタリアで開催された1994年、2001年、2009年サミットはいずれも議長を務めた。
- 連続年同一出席者 - 3年

2001年から2003年にかけて。2005年までの5年間を見ると、カナダ首相（クレティエン→マーティン）を除く全メンバーが不動であった。

### その他
近年では、G8メンバー以外にも様々な政治のリーダーが会合に参加している。どの国家を招待するかについては、基本的にはそのときの議長国の判断による。
例えば中国の国家主席（中国共産党総書記）、オーストラリアの首相、インドの首相、ブラジルの大統領、メキシコの大統領、南アフリカの大統領、ウクライナの大統領、韓国の大統領などが招待されたことがある。しかし議長国の一存次第なので彼らは必ず呼ばれるとは限らない。
このうちオーストラリア、インド、韓国についてはサミットのメンバーに加えるべきという意見がある。2020年にはこの年のサミット（中止となった）の議長国だった米国大統領のドナルド・トランプがオーストラリア、インド、ロシア、韓国をメンバーに加える構想を打ち出したが、日本、カナダ、イギリス、ドイツが反対した。2021年のコーンウォールサミットの議長国の英国首相ボリス・ジョンソンもオーストラリア、インド、韓国の首脳を同年のサミットに招待するとともに、この3か国をメンバーに加えることを提案したが日本が反対した。
また国際機関の長として、国連事務総長やEUの大統領および委員長が出席する。このうちEUの大統領と委員長はEUを代表してG8の本会合にも参加する。これ以外に経済分野では国際通貨基金専務理事が参加する。

### 拡大会合参加国・機関
以下、2024年の第50回先進国首脳会議における拡大会合の参加国。
- アジア -  アラブ首長国連邦、 インド、 トルコ、 ヨルダン
- アフリカ -  アルジェリア、 チュニジア、 ケニア、 モーリタニア、 アフリカ連合
- 中南米 -  アルゼンチン、 ブラジル
- ヨーロッパ -  ウクライナ、 バチカン
- 国際機関 - アフリカ開発銀行、経済協力開発機構、国際通貨基金、 国際連合、世界銀行

### シェルパ
側近達が集まって予備会合を持つことがあるが、こちらは「シェルパ会議」の別名で呼ばれる。サミットが首脳の地位を山頂にたとえることが発端となったことになぞらえ、同行者の意味で随員はシェルパと呼ばれる。シェルパは3名で構成されることが決まっており、日本においては首席シェルパは経済担当外務審議官が務める。

## 加盟国首脳（2025年現在）

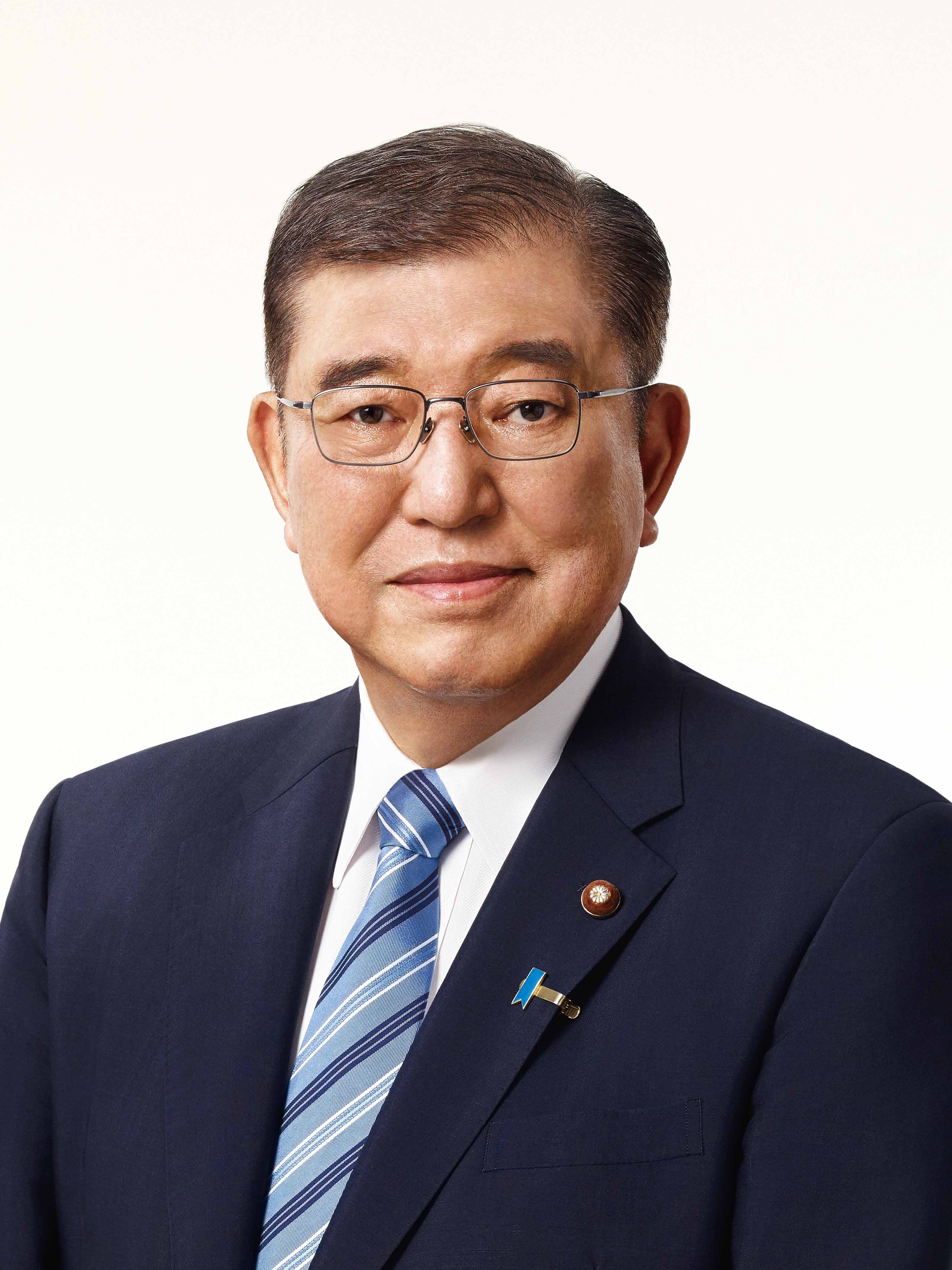
日本 石破茂（内閣総理大臣）
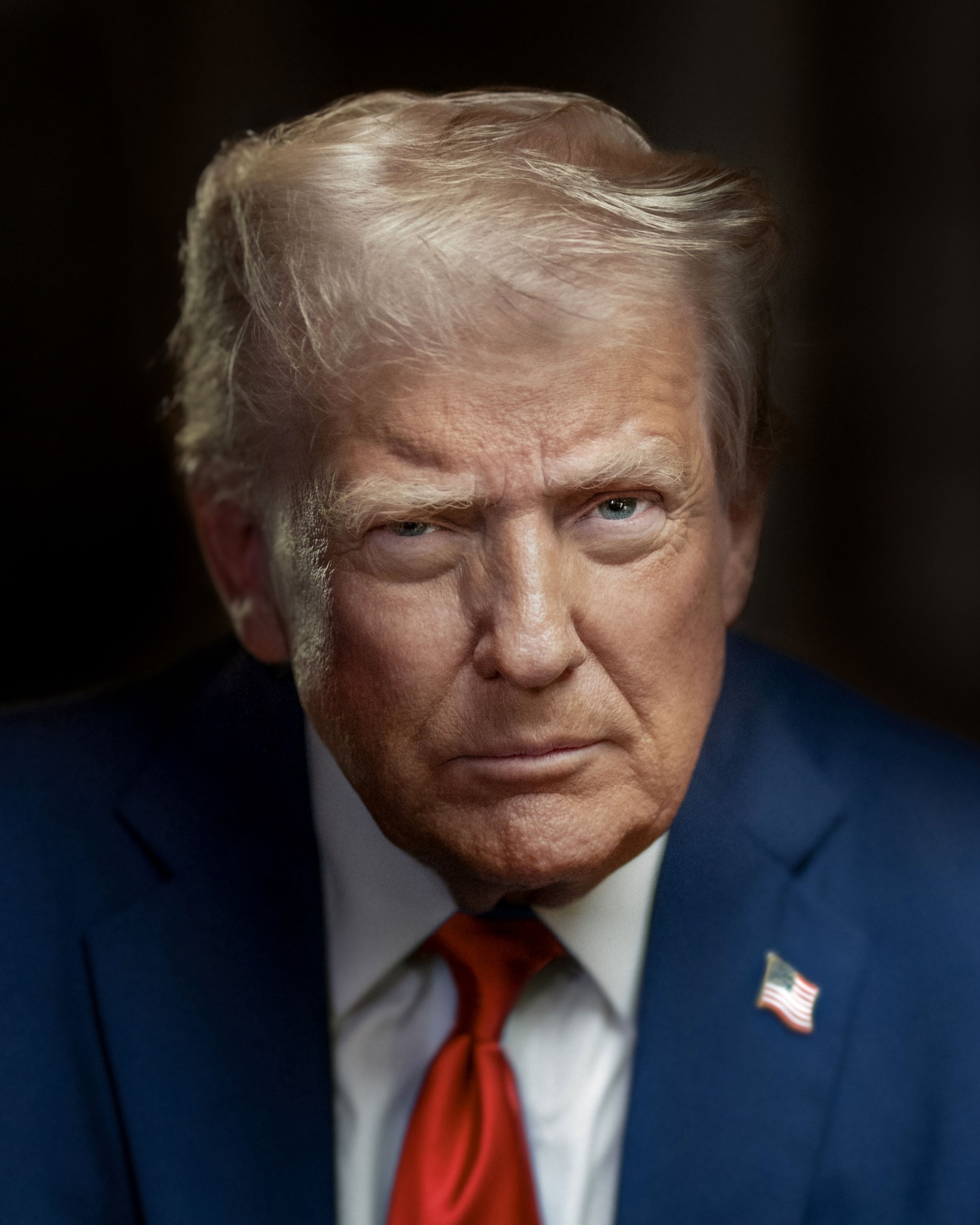
アメリカ ドナルド・トランプ（大統領）
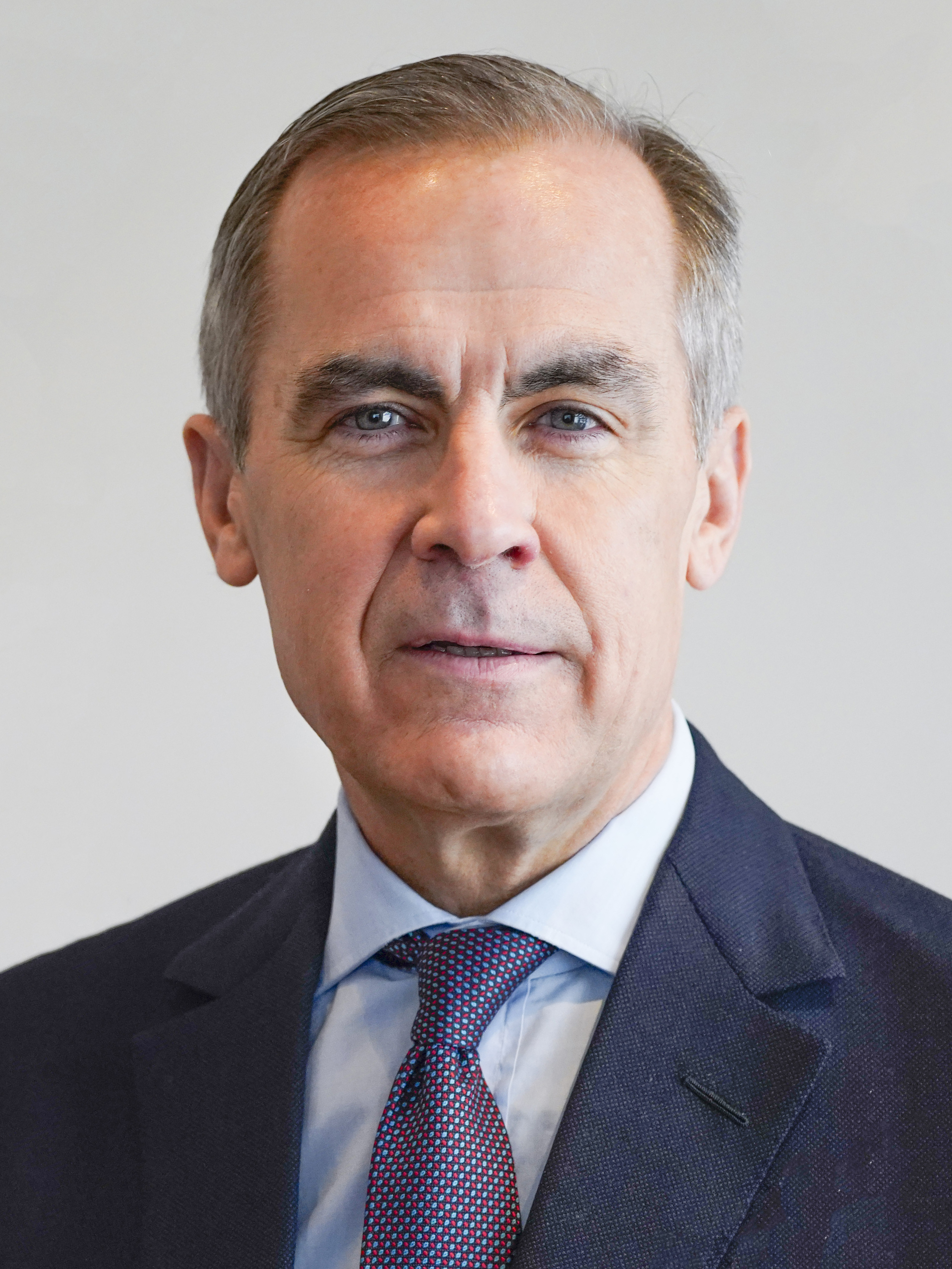
カナダ マーク・カーニー（首相）
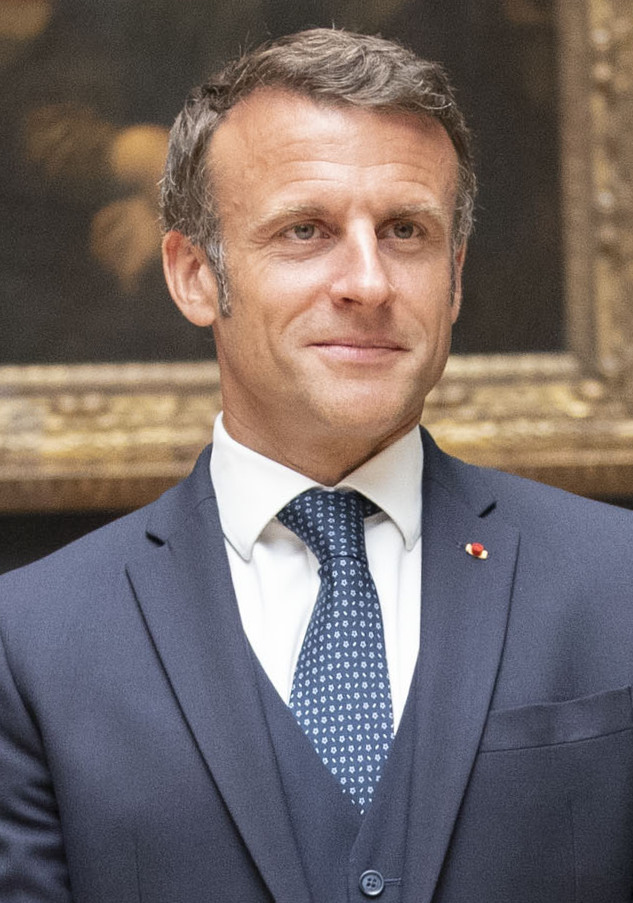
フランス エマニュエル・マクロン（大統領）
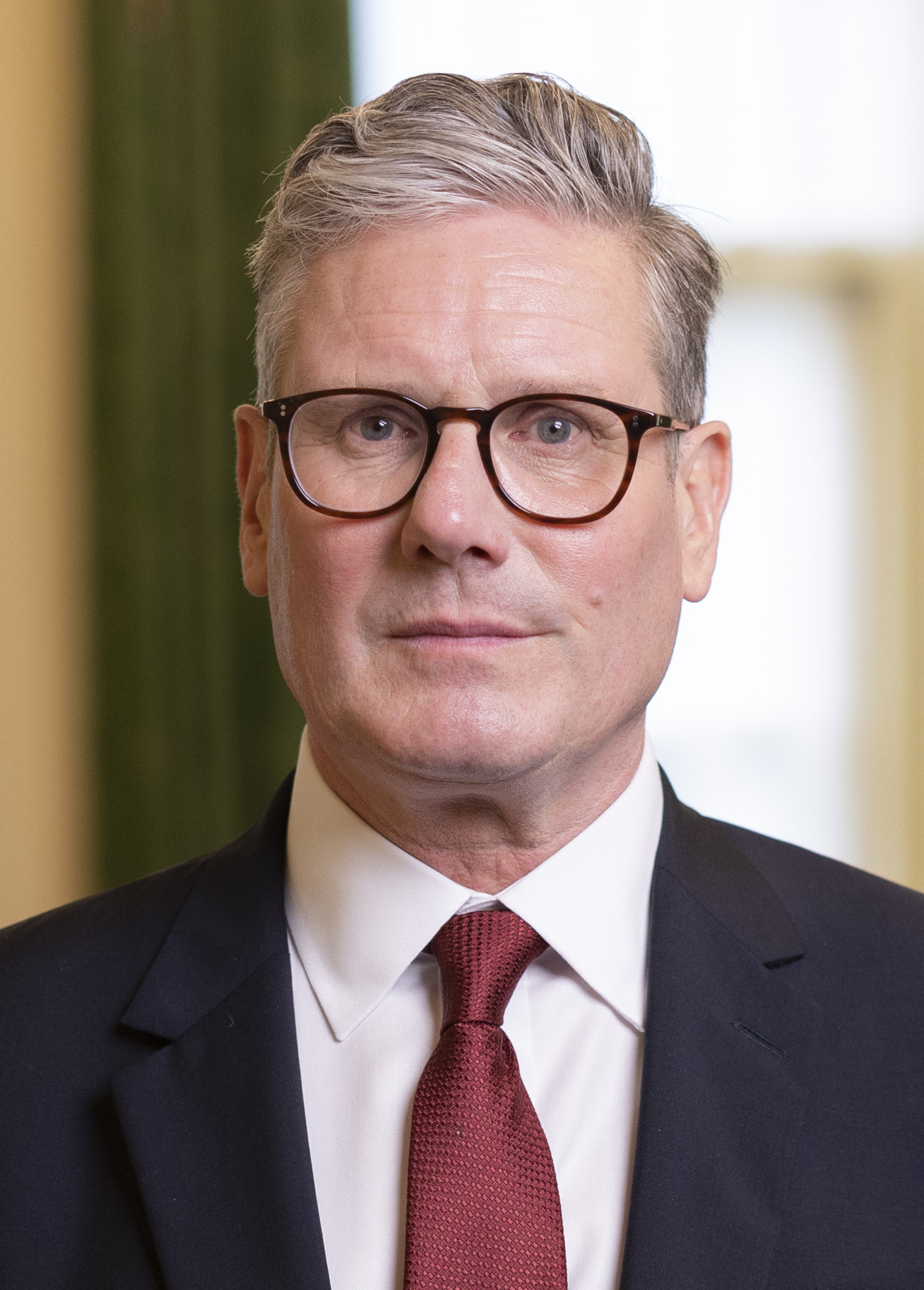
イギリス キア・スターマー（首相）
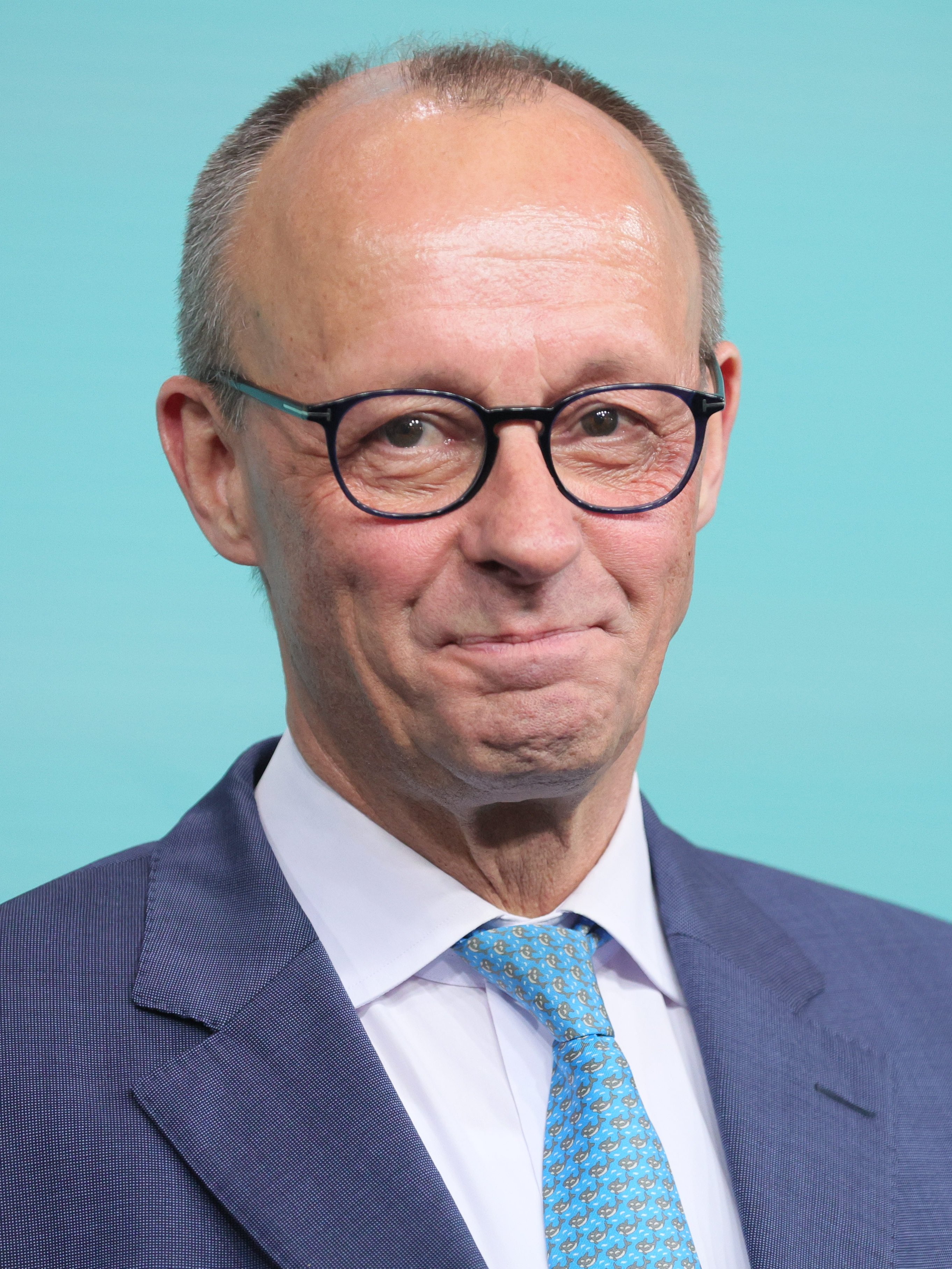
ドイツ フリードリヒ・メルツ（首相）
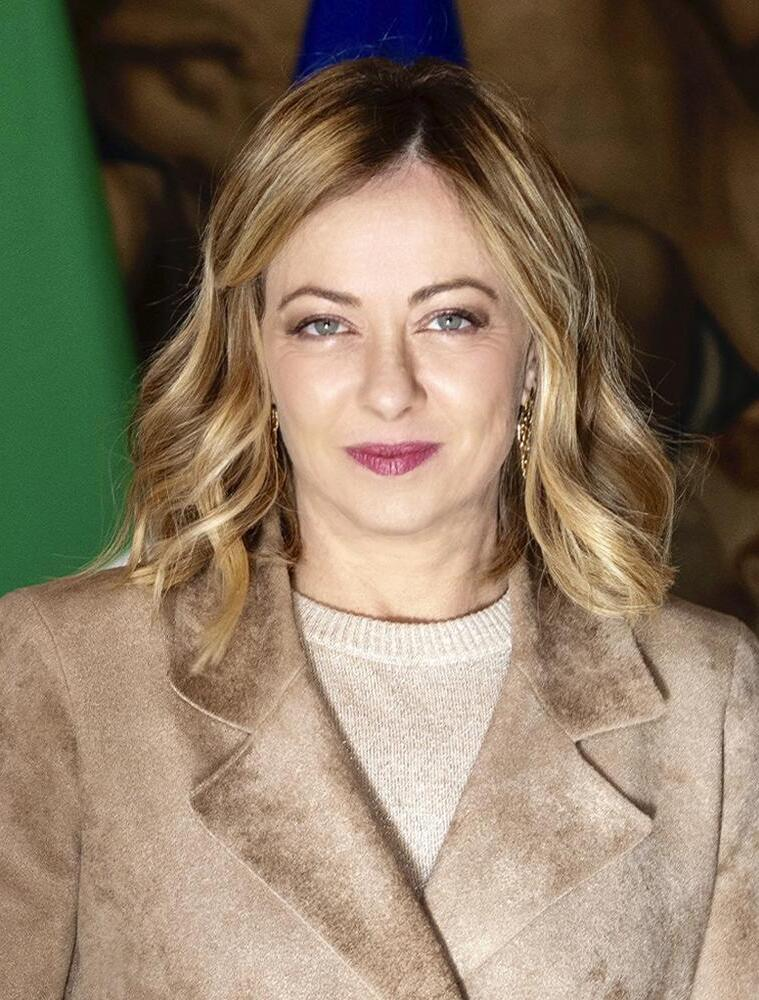
イタリア ジョルジャ・メローニ（首相）
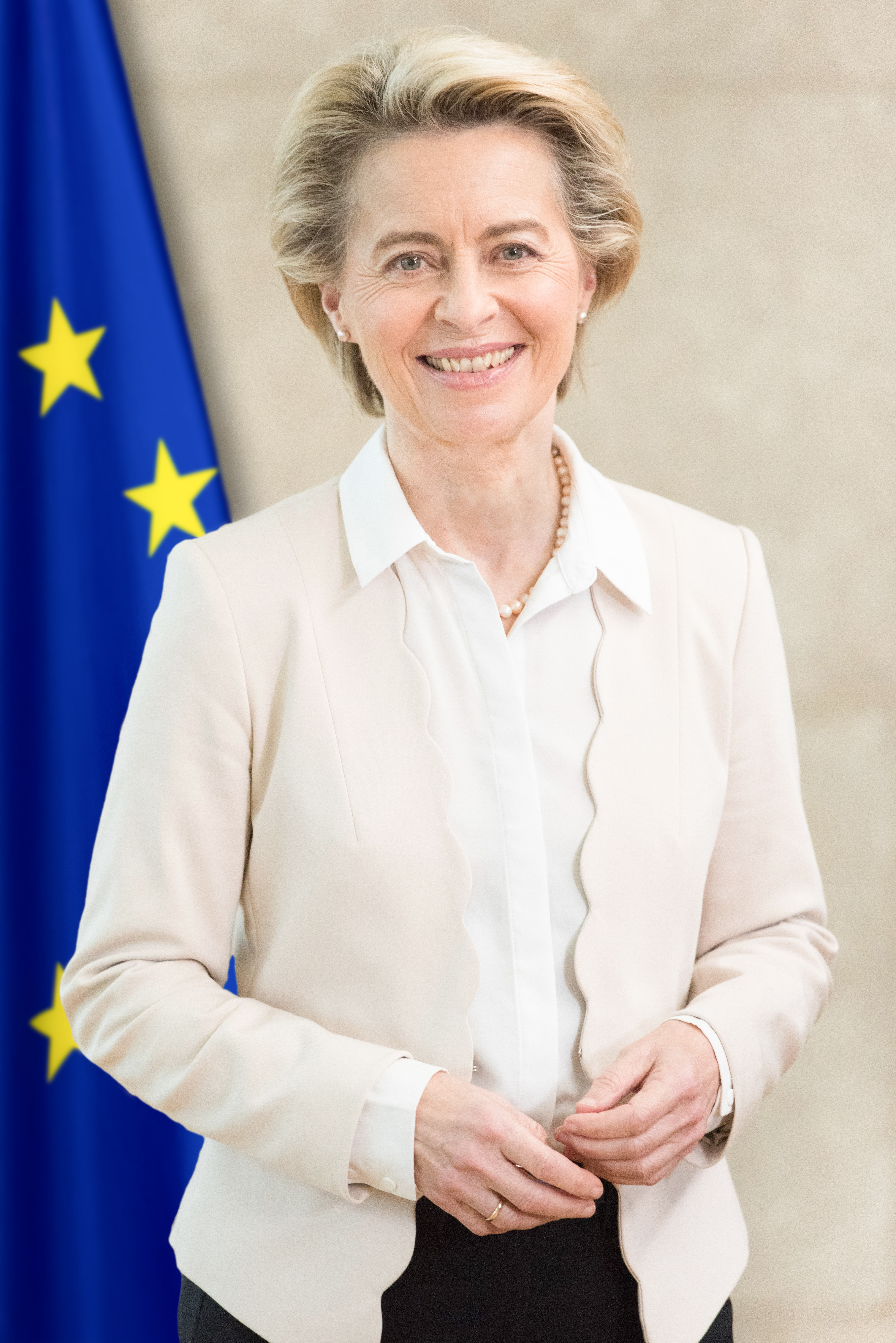
EU ウルズラ・フォン・デア・ライエン（委員長）
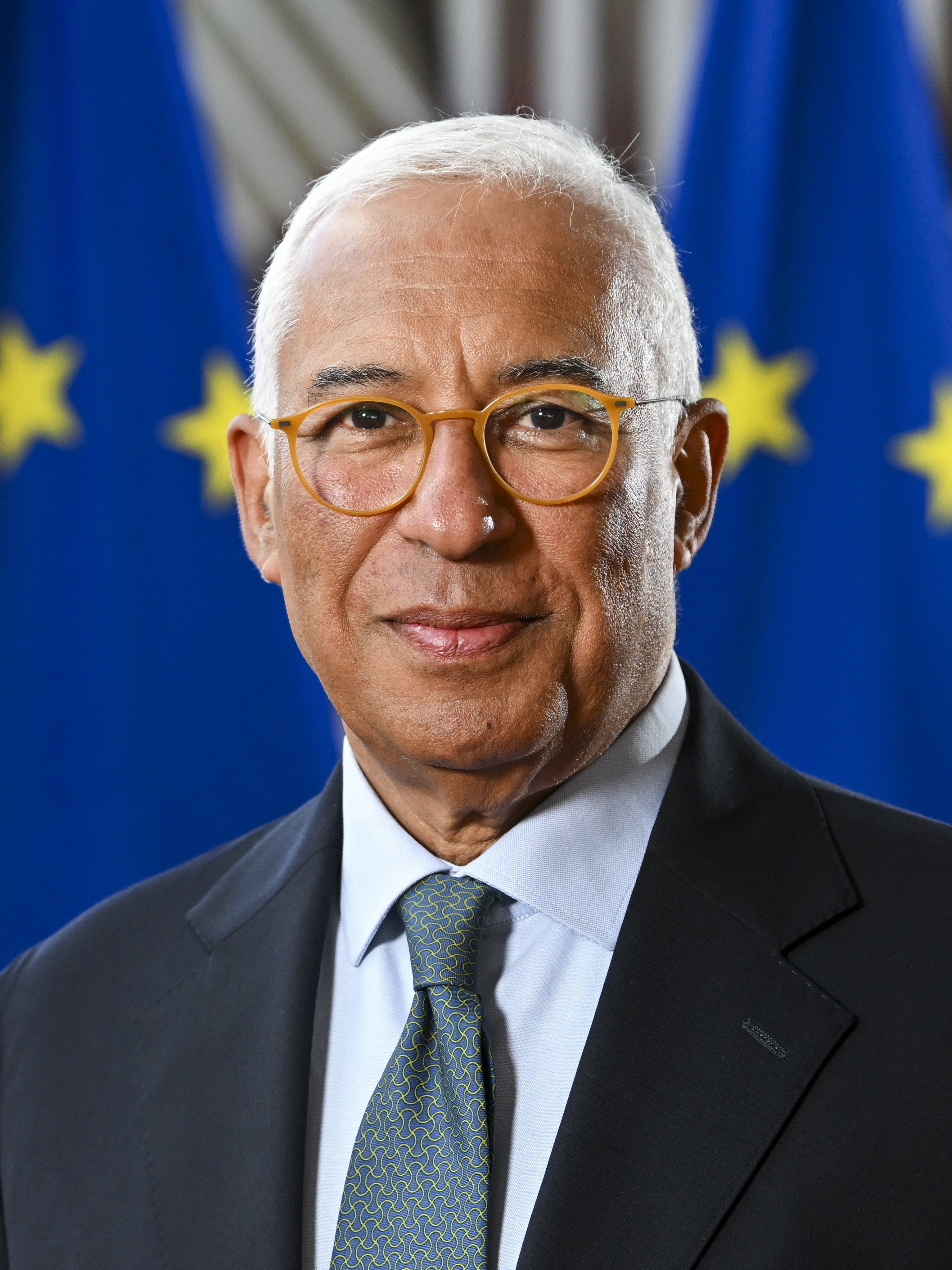
EU アントニオ・コスタ（大統領）

## 主要国首脳会議にまつわる事柄

### 首脳の写真撮影の立ち位置
サミットにおいて恒例となった写真撮影では首脳の立ち位置は毎回変化しているが、この立ち位置にはルールがある。
中央に開催国（議長国）の首脳を配し、国家元首（大統領）か否（首相）かと在任期間の長い順に議長に近い順に左右に並ぶ（平成年間の日本は首相の交代が多かったため端に位置することが多い。一方で、比較的在任期間の長かった中曽根康弘や小泉純一郎、安倍晋三は中央付近に並ぶこともある）。また、アメリカ合衆国で開催される場合ではこのルールはあまりこだわることはなく、議長であるアメリカ大統領との関係で立ち位置が決まることもあった。

### 転語
主要国首脳会議がサミットと呼ばれていることから、トップ同士の集まりのことを「サミット」と形容することがある（例：市町村サミット。首長会は普段は全国市長会と全国町村会に分かれている）。

## ギャラリー

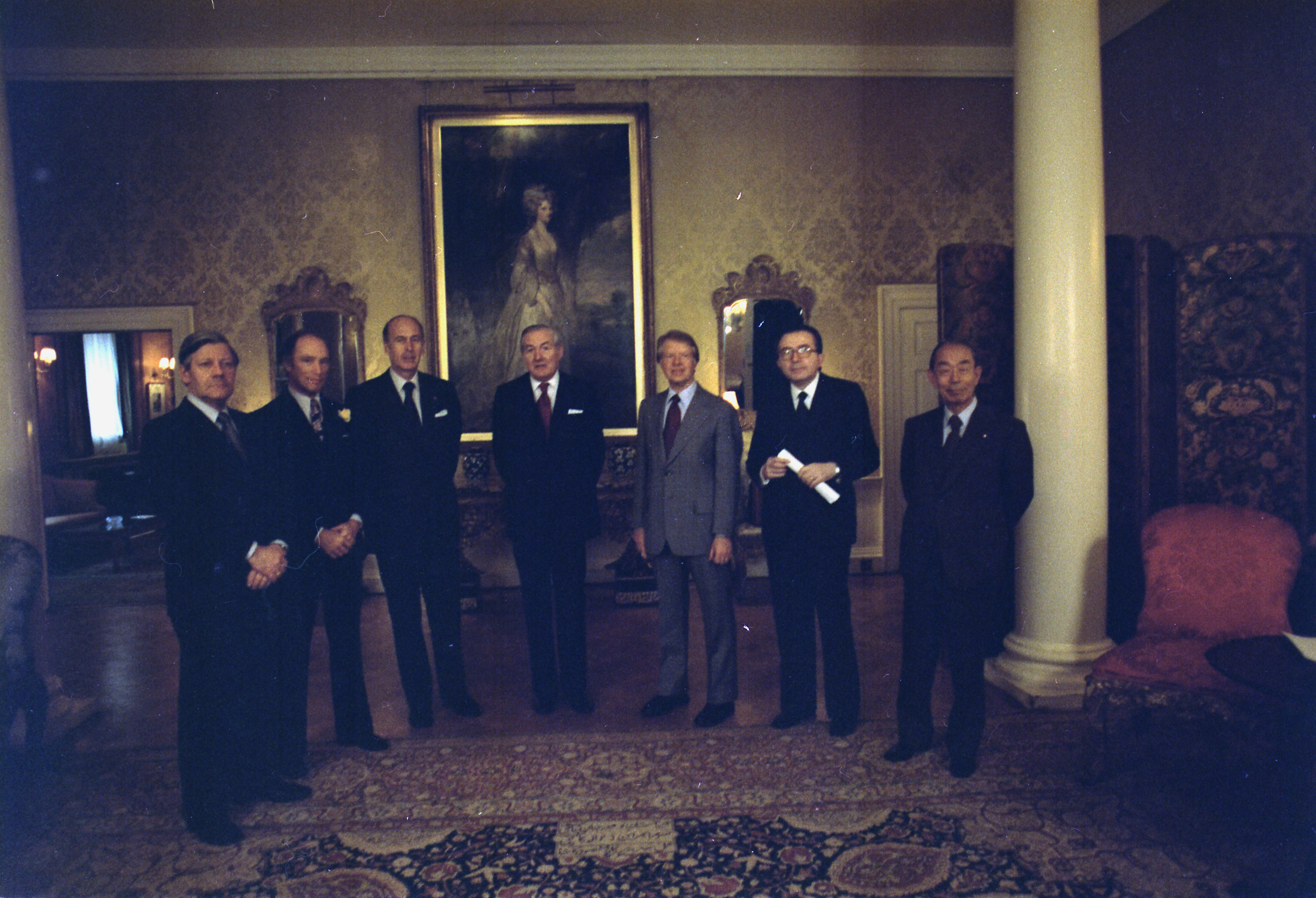
ロンドンサミット（1977年）
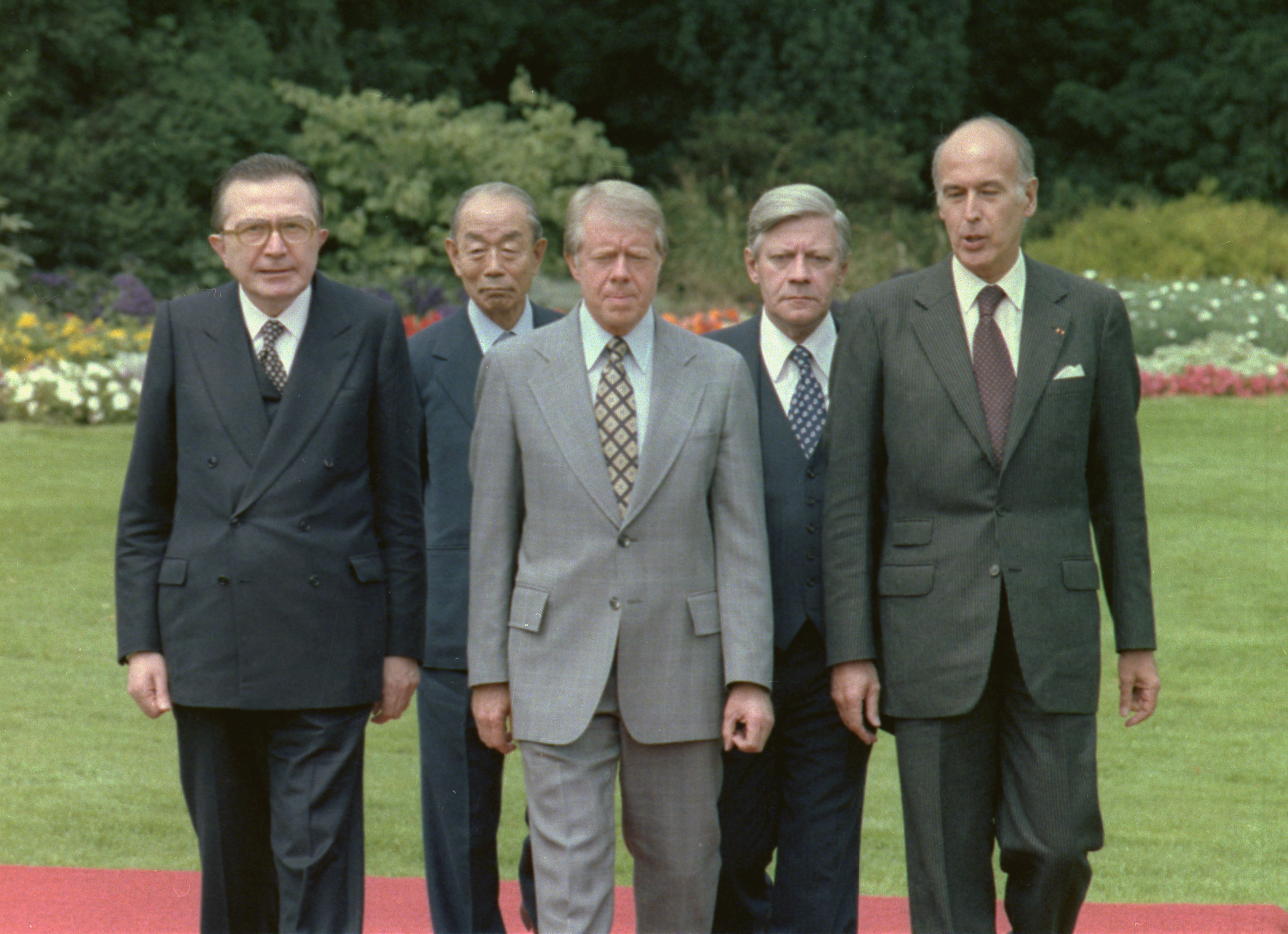
ボンサミット（1978年）
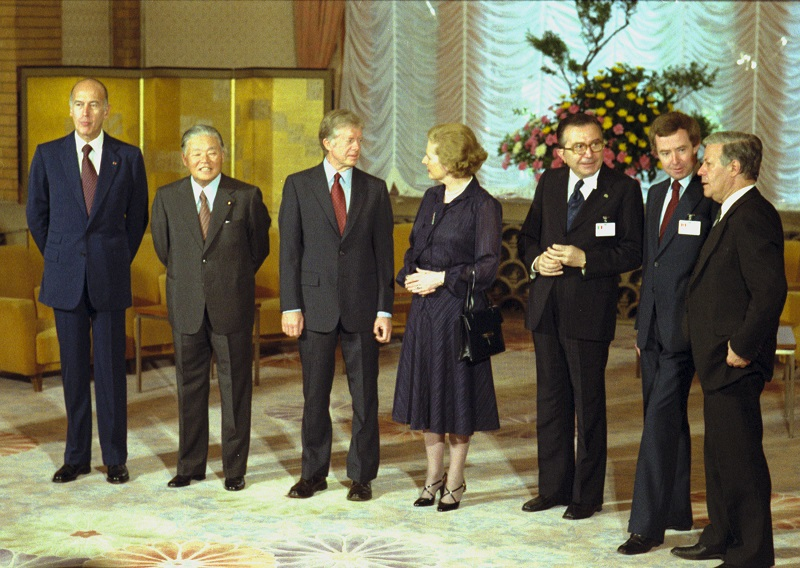
東京サミット（1979年）
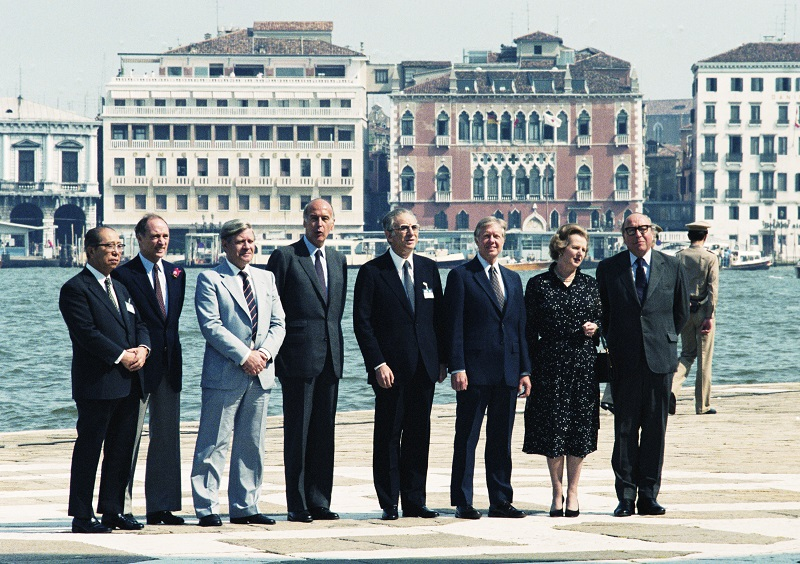
ヴェネチアサミット（1980年）
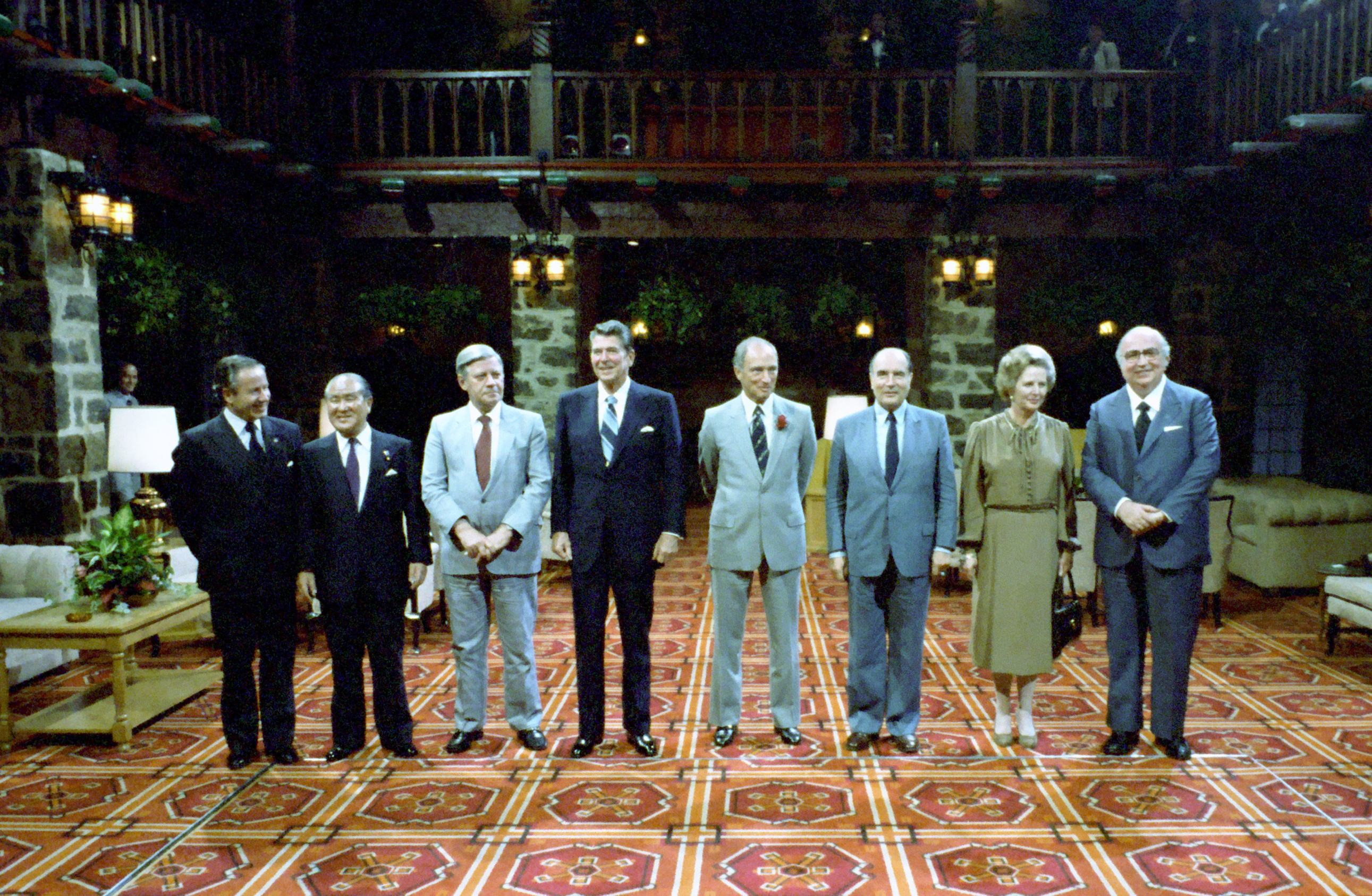
オタワサミット（1981年）
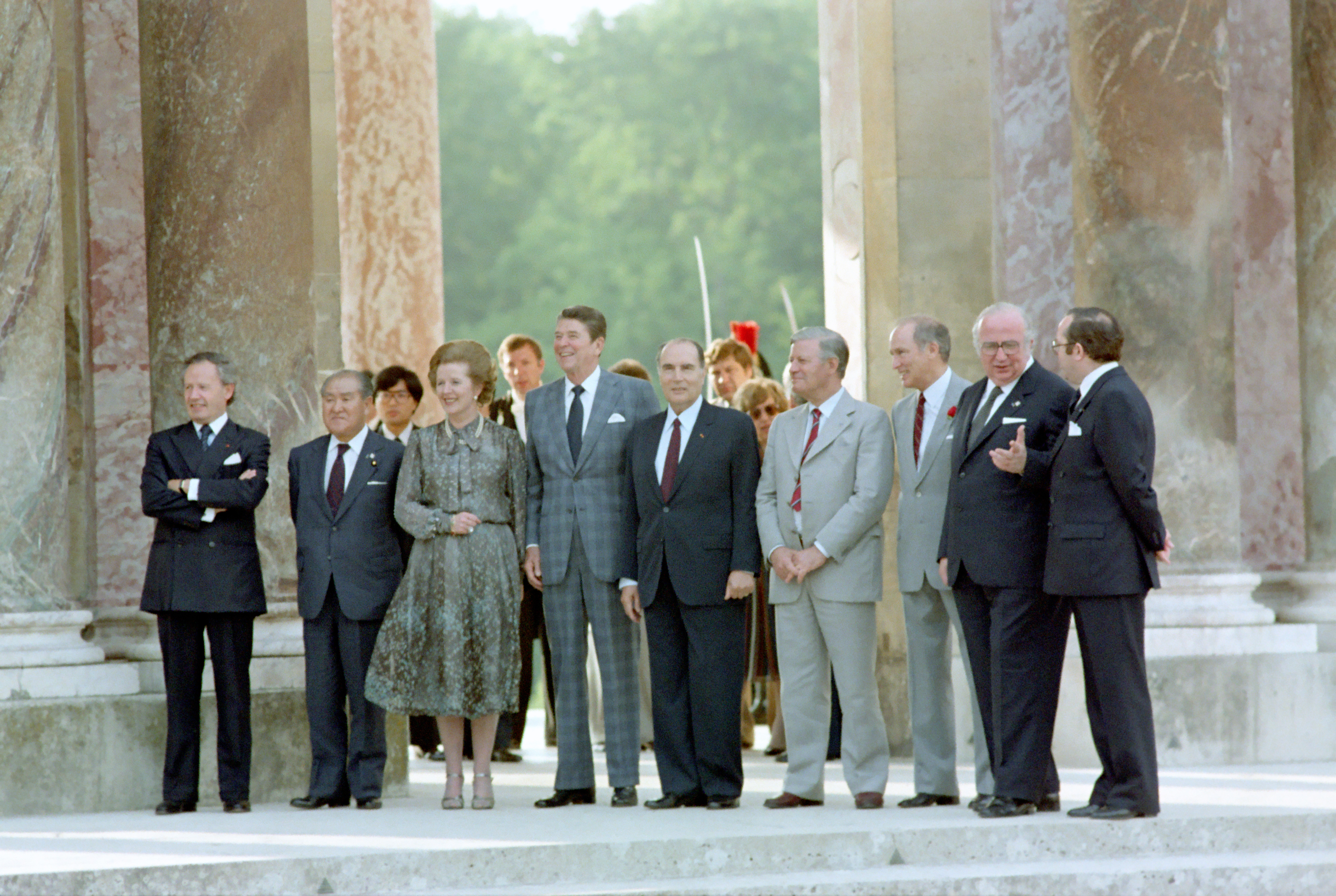
ヴェルサイユサミット（1982年）
ウィリアムズバーグサミット（1983年）
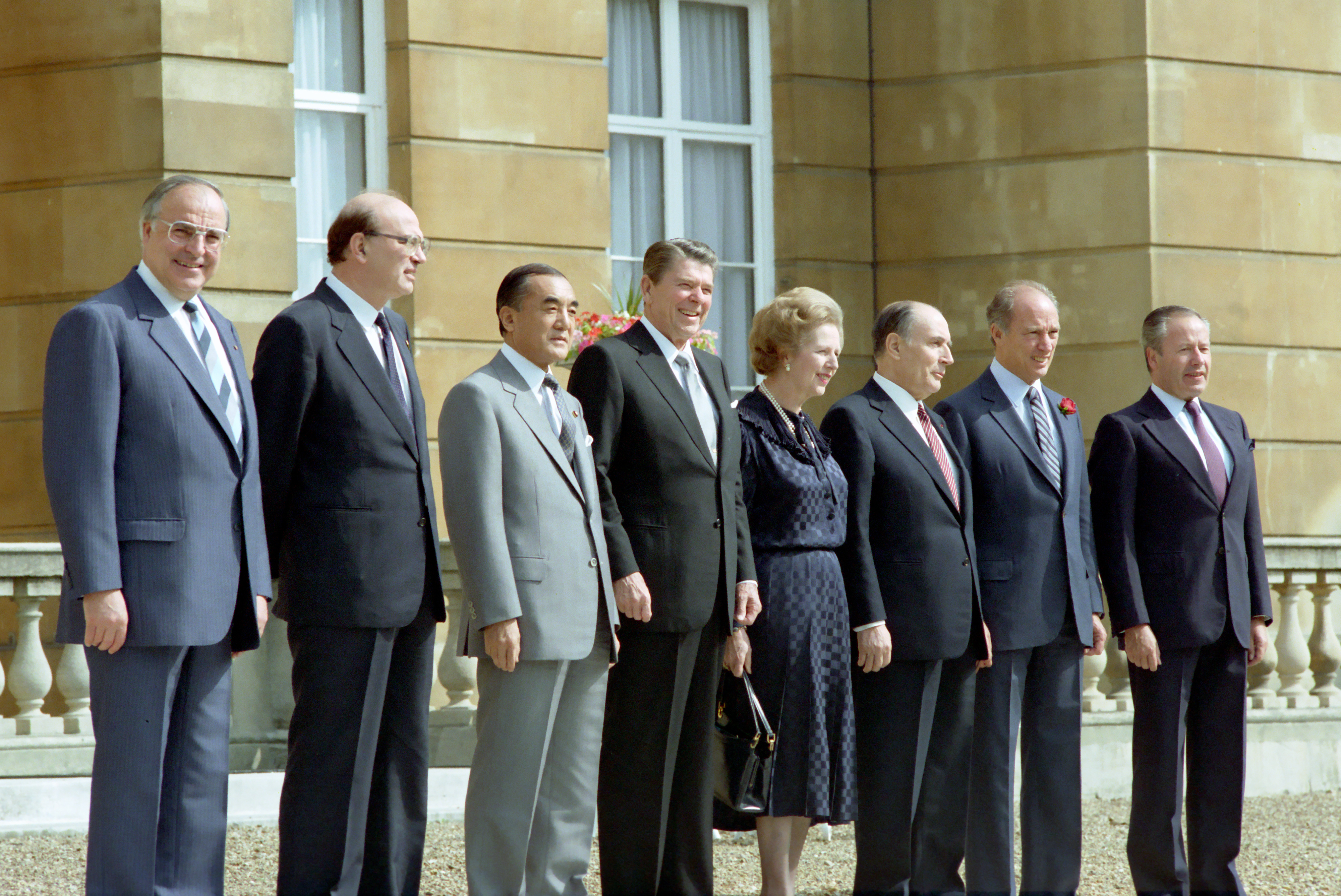
ロンドンサミット（1984年）
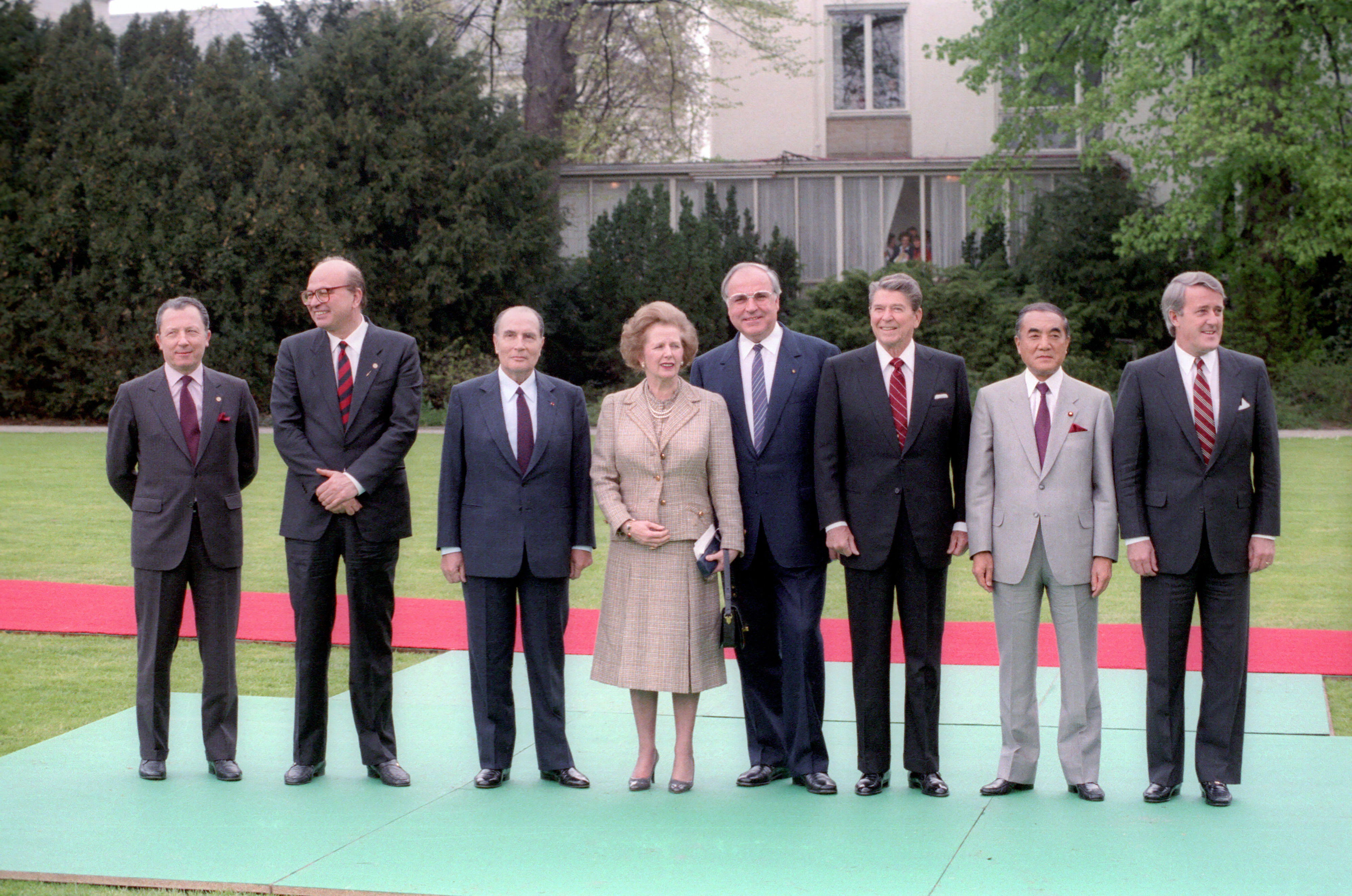
ボンサミット（1985年）
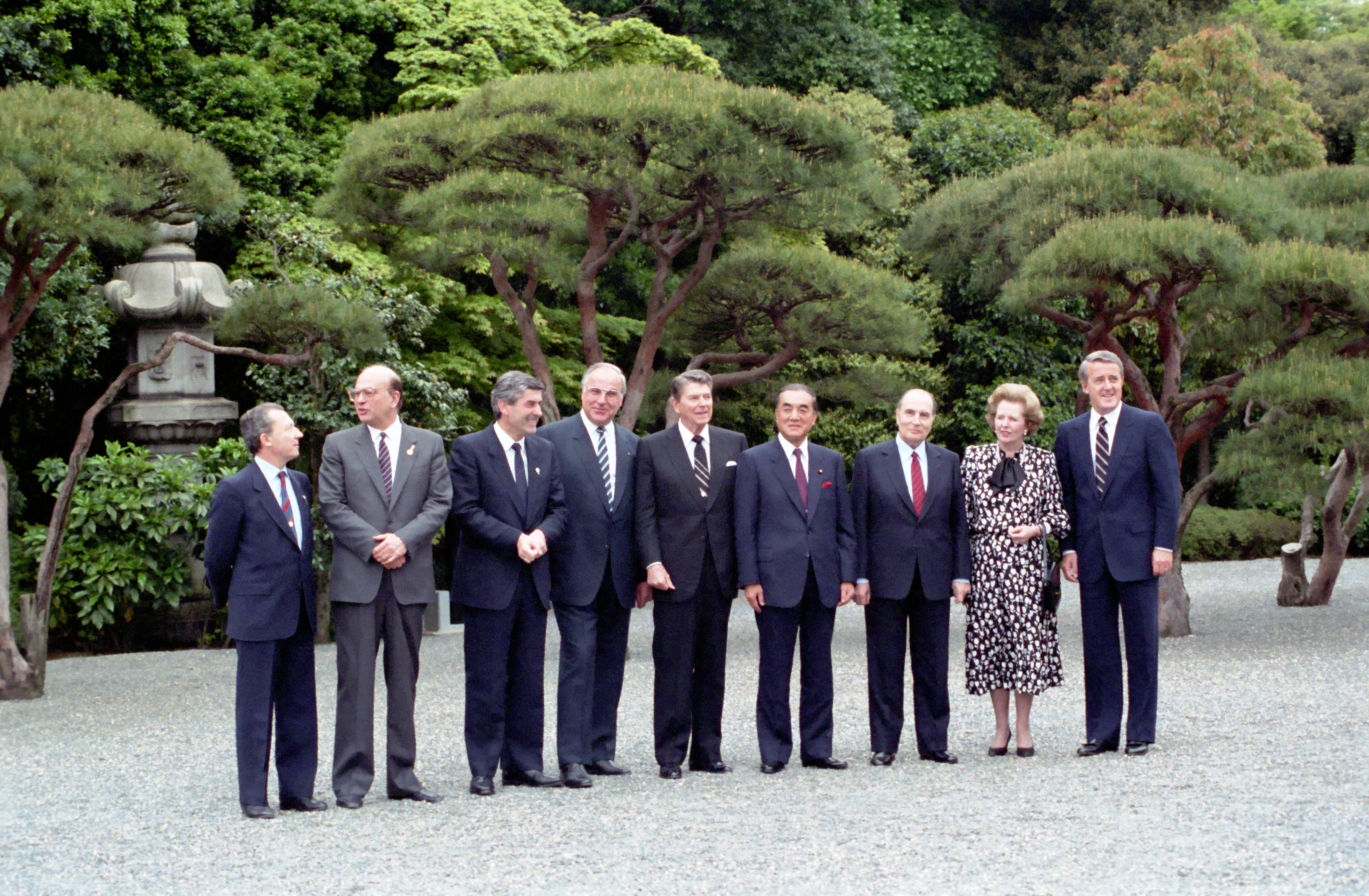
東京サミット（1986年）
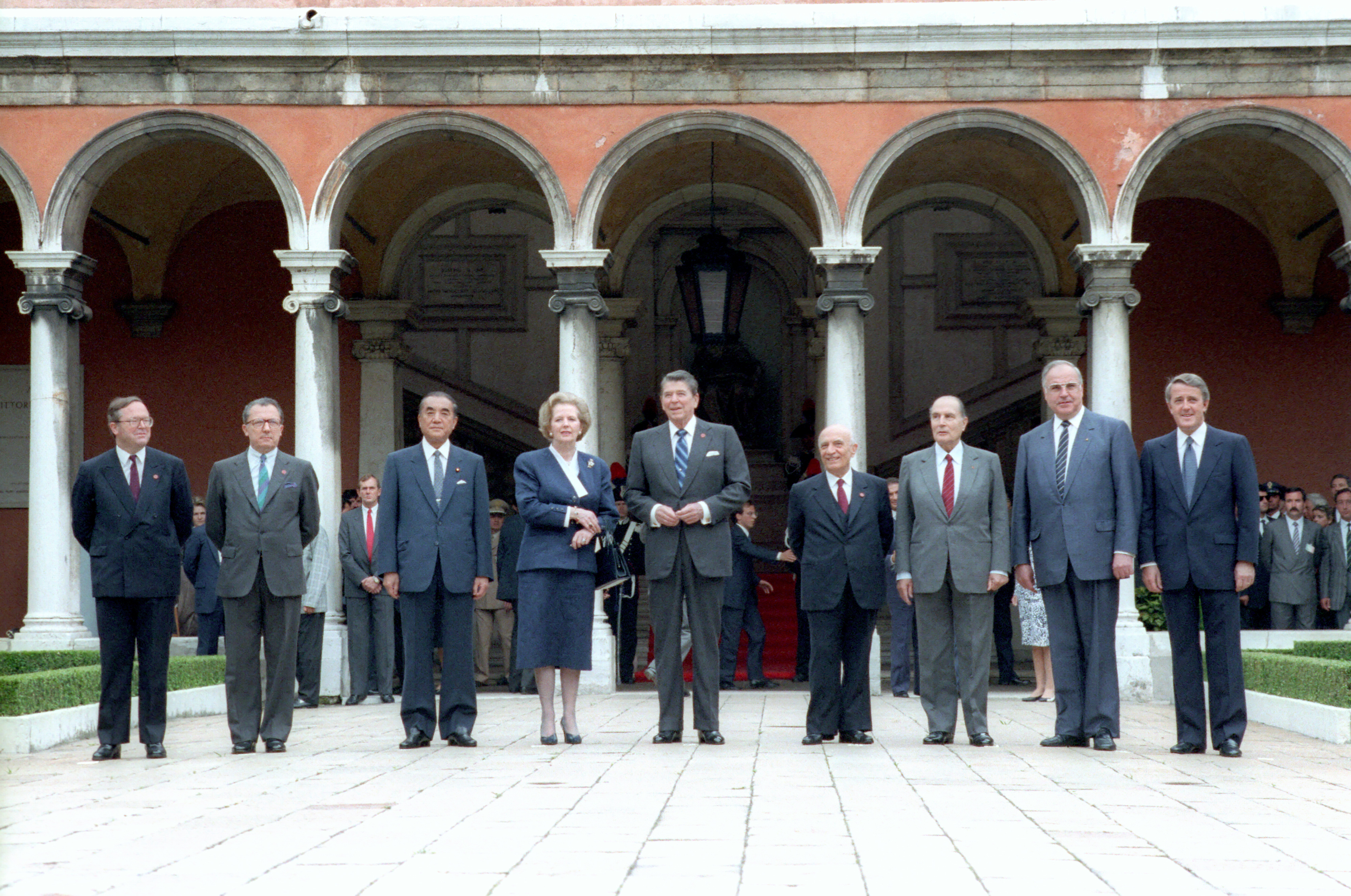
ヴェネチアサミット（1987年）
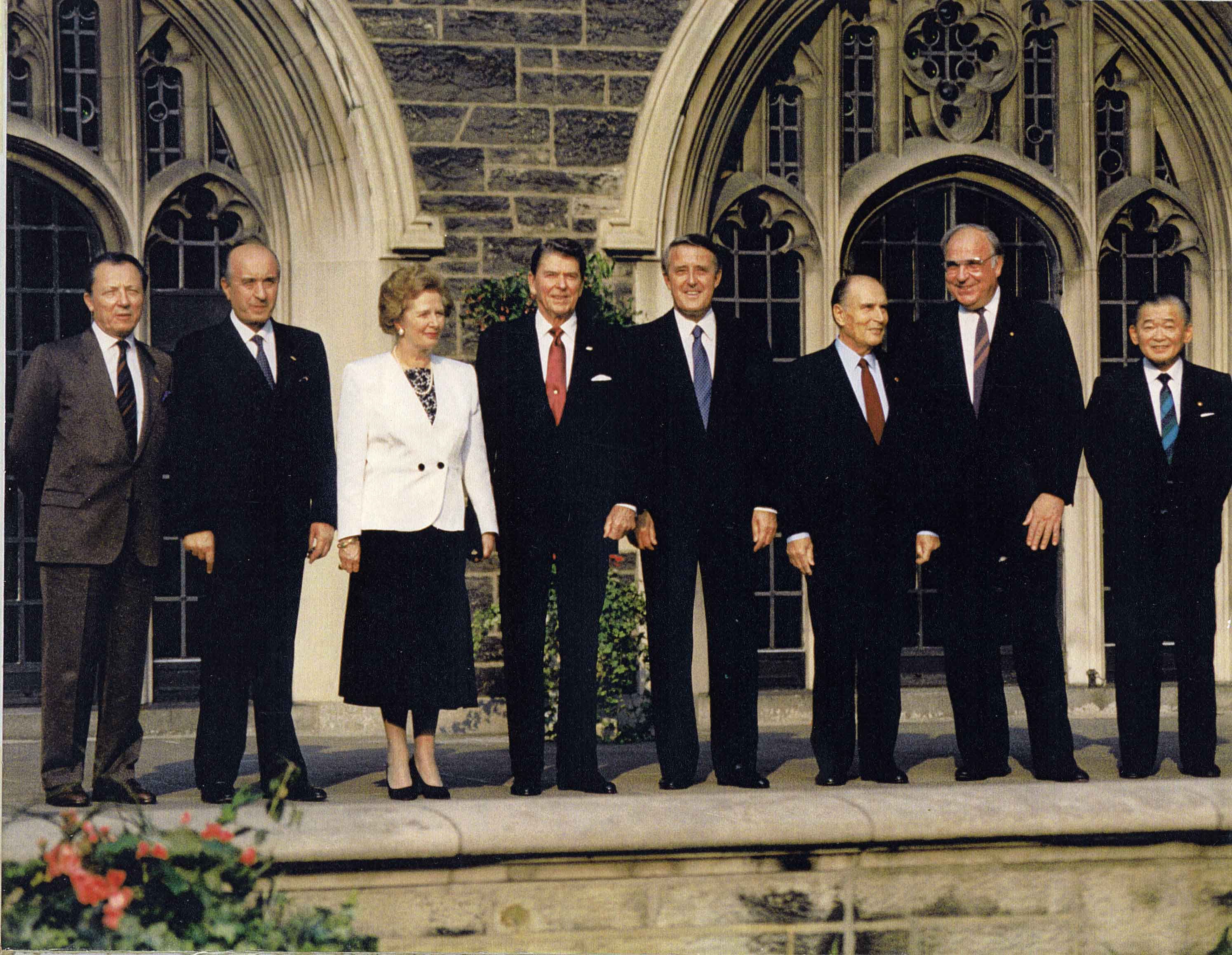
トロントサミット（1988年）
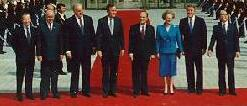
アルシュサミット（1989年）
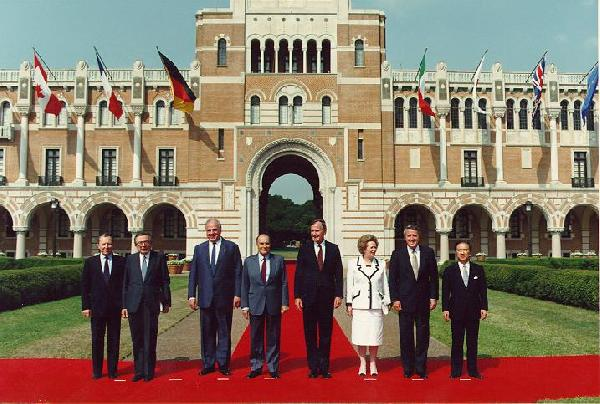
ヒューストンサミット（1990年）
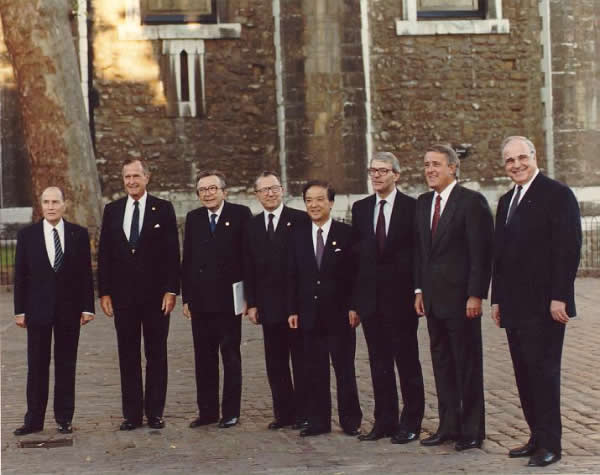
ロンドンサミット（1991年）
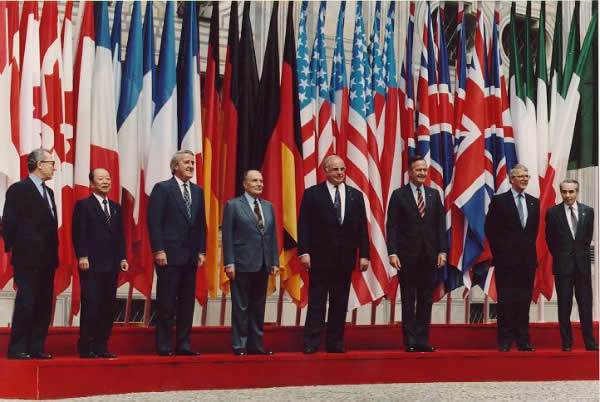
ミュンヘンサミット（1992年）
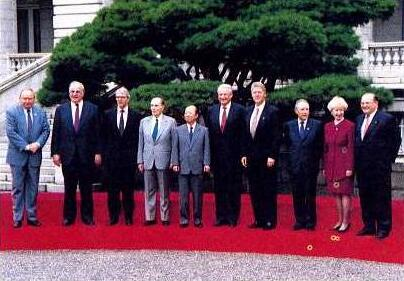
東京サミット（1993年）
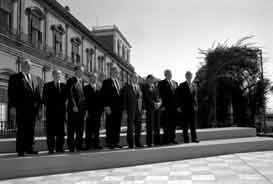
ナポリサミット（1994年）
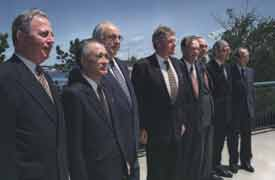
ハリファックスサミット（1995年）
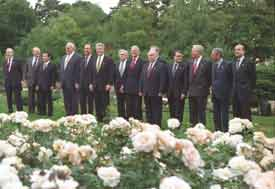
リヨンサミット（1996年）
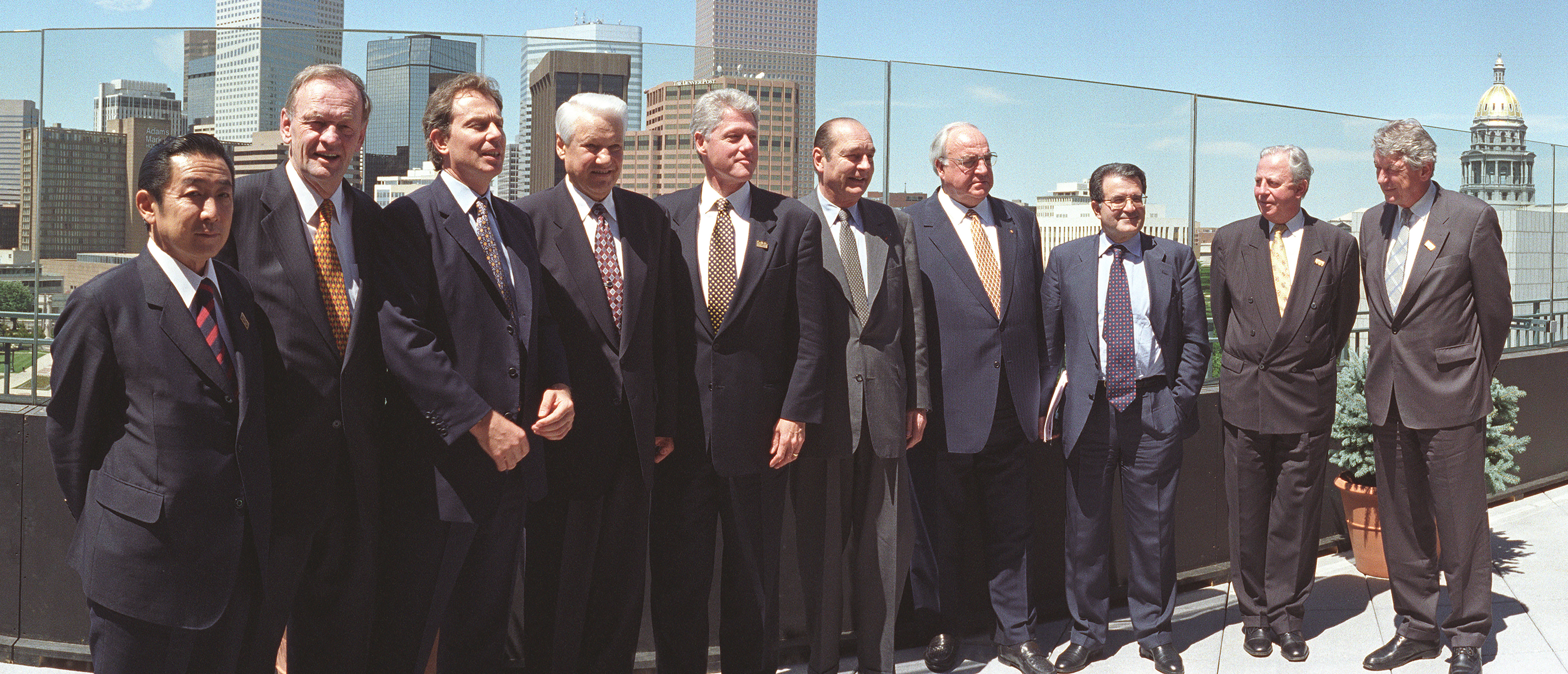
デンバーサミット（1997年）
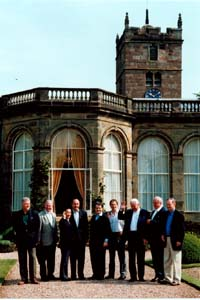
バーミンガムサミット（1998年）
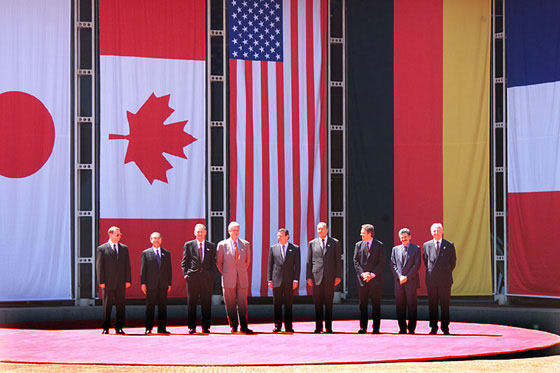
ケルンサミット（1999年）
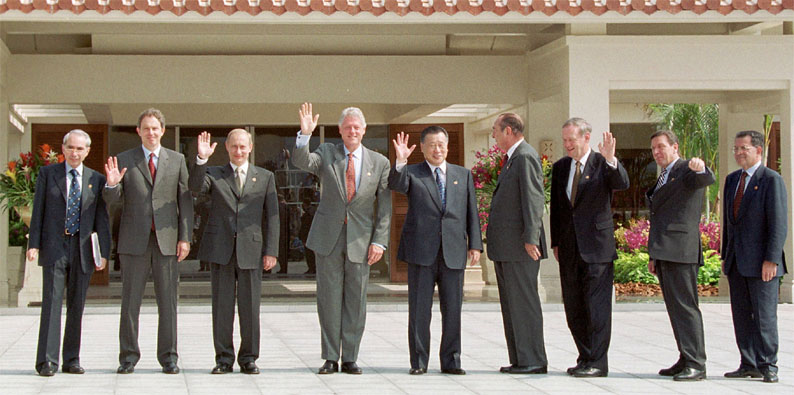
九州・沖縄サミット（2000年）
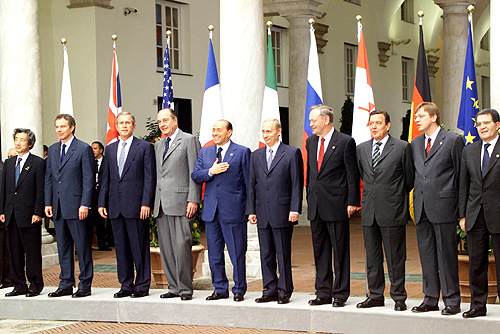
ジェノヴァサミット（2001年）
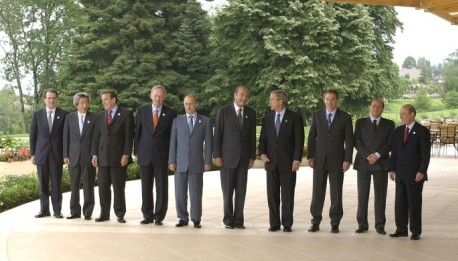
エヴィアンサミット（2003年）
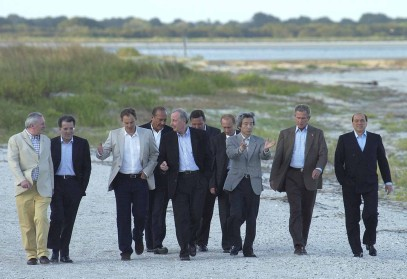
シーアイランドサミット（2004年）
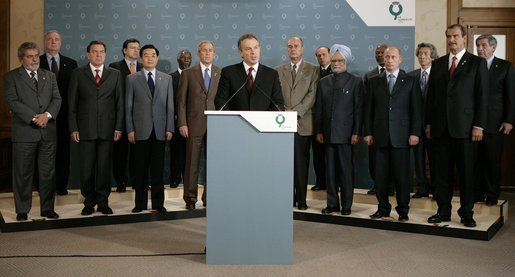
グレンイーグルズサミット（2005年）
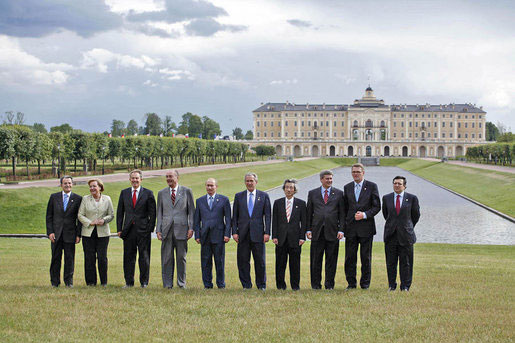
サンクトペテルブルクサミット（2006年）
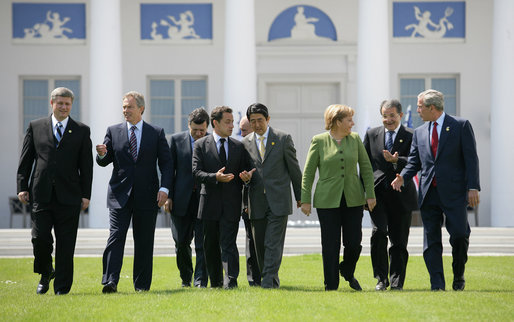
ハイリゲンダムサミット（2007年）
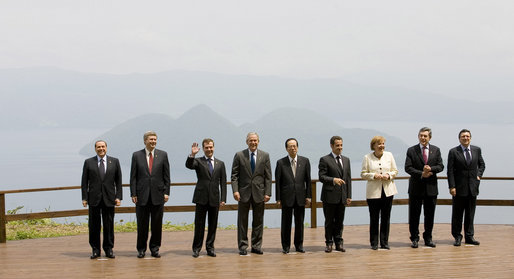
北海道洞爺湖サミット（2008年）
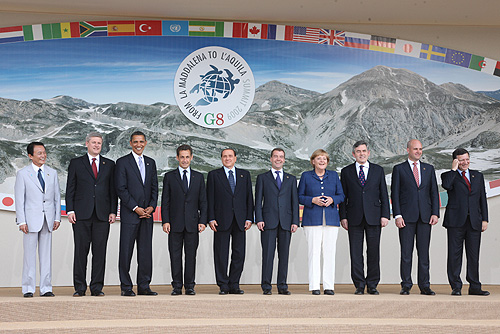
ラクイラサミット（2009年）
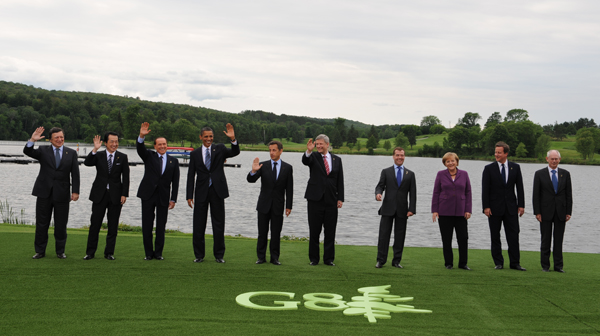
ハンツビルサミット（2010年）
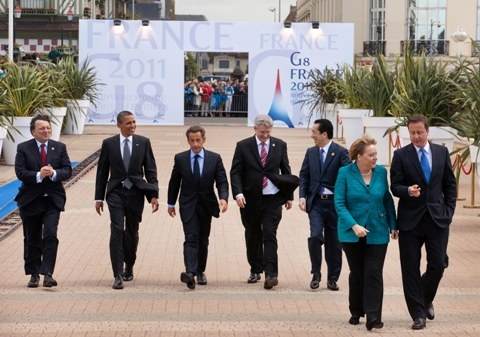
ドーヴィルサミット（2011年）
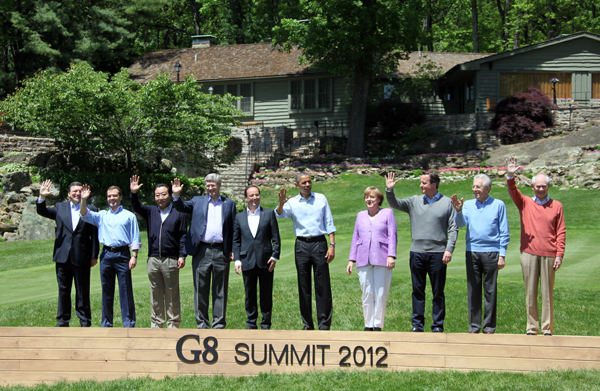
キャンプデービッドサミット（2012年）
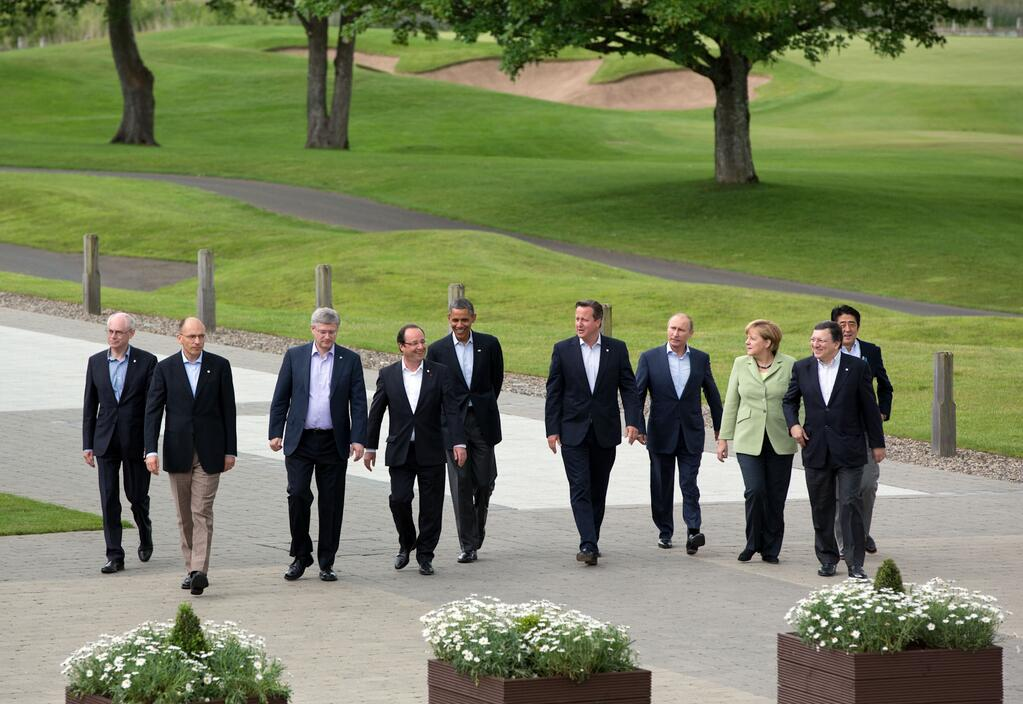
ロックアーンサミット（2013年）
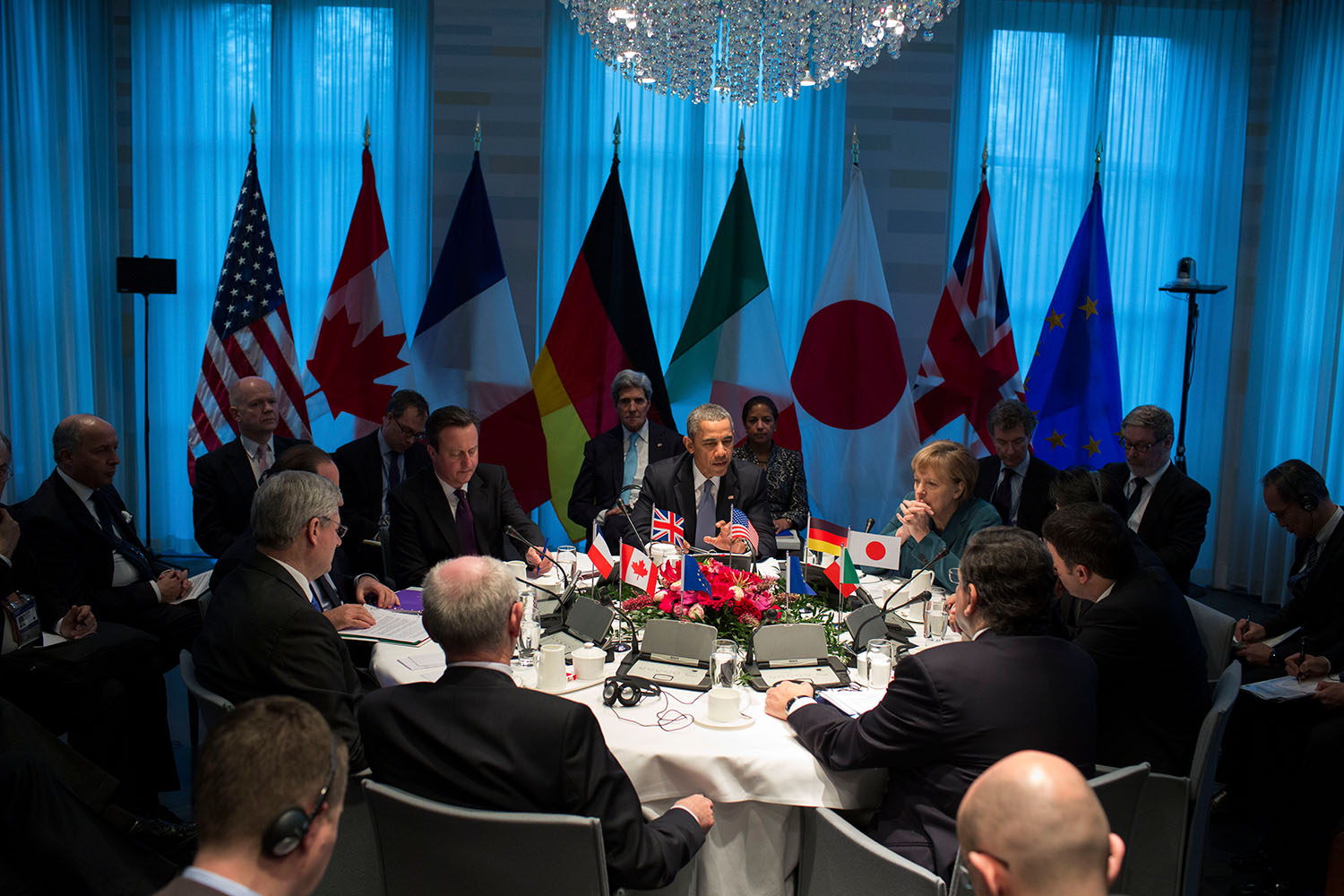
ロシアのクリミア併合をめぐるオランダ・デン・ハーグでの緊急会合（2014年）
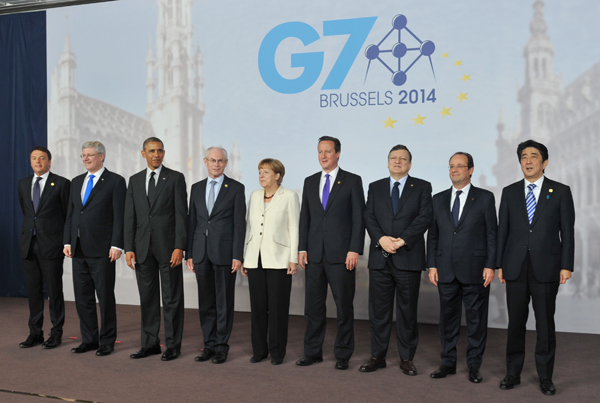
ブリュッセルサミット（2014年）
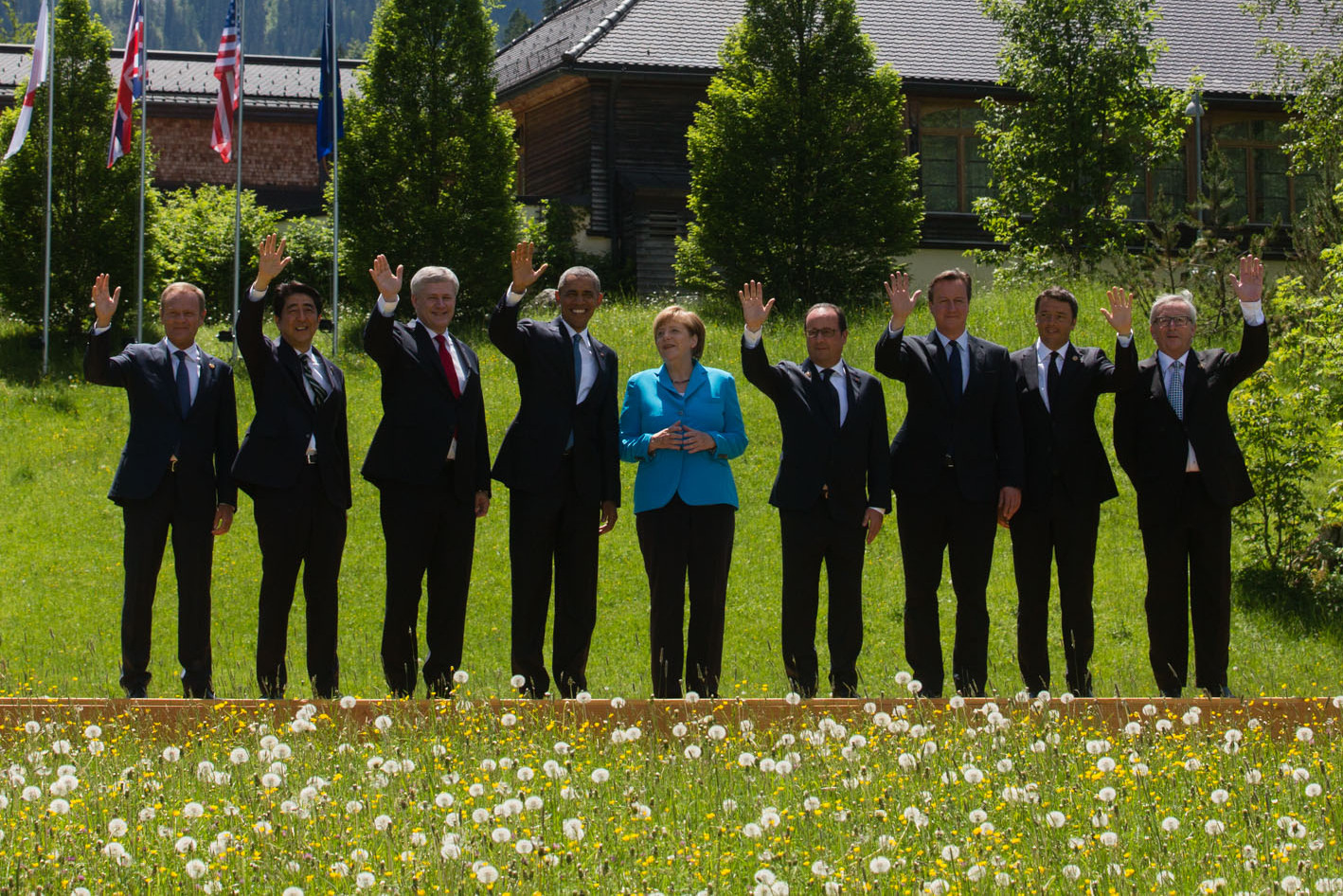
エルマウサミット（2015年）
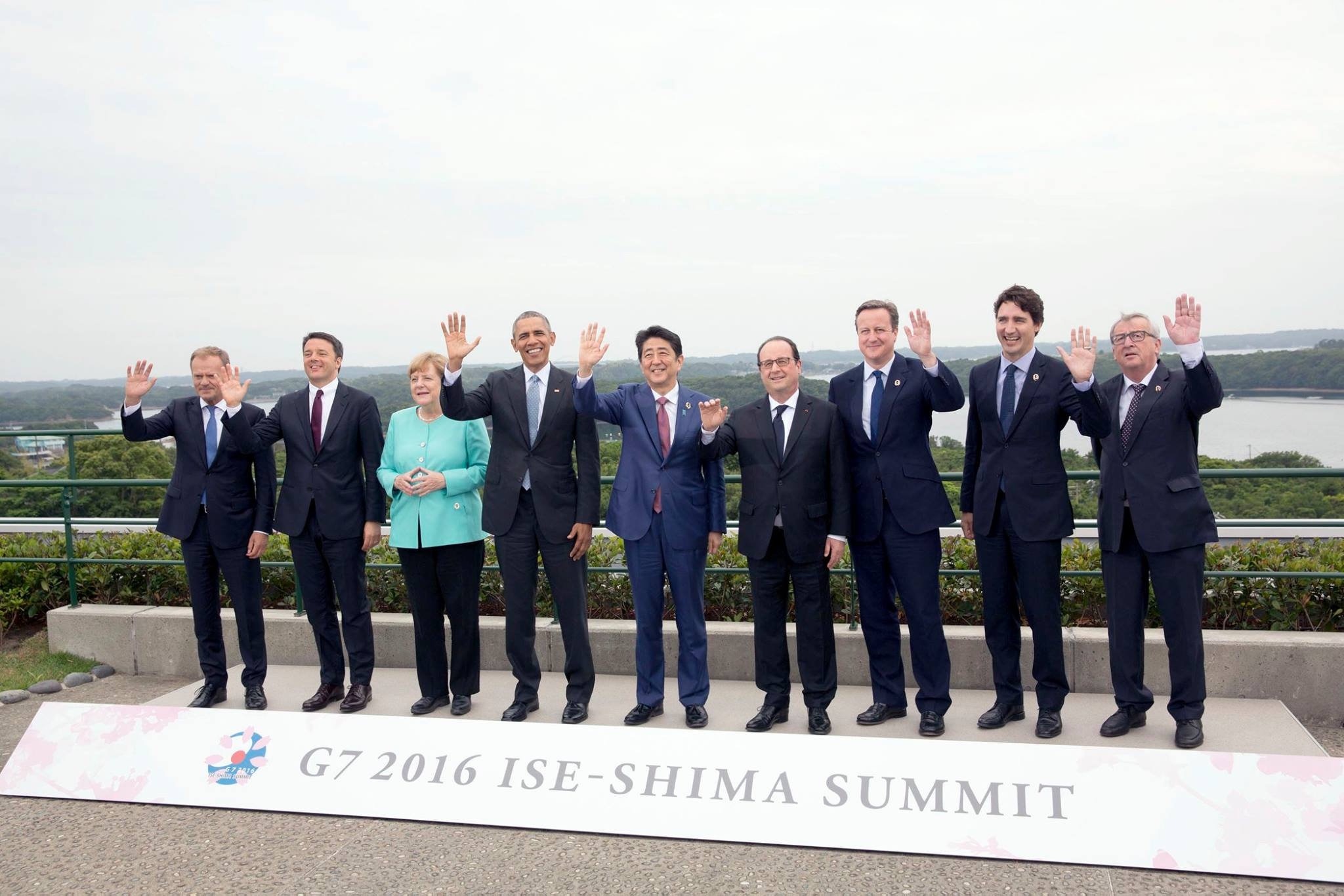
伊勢志摩サミット（2016年）
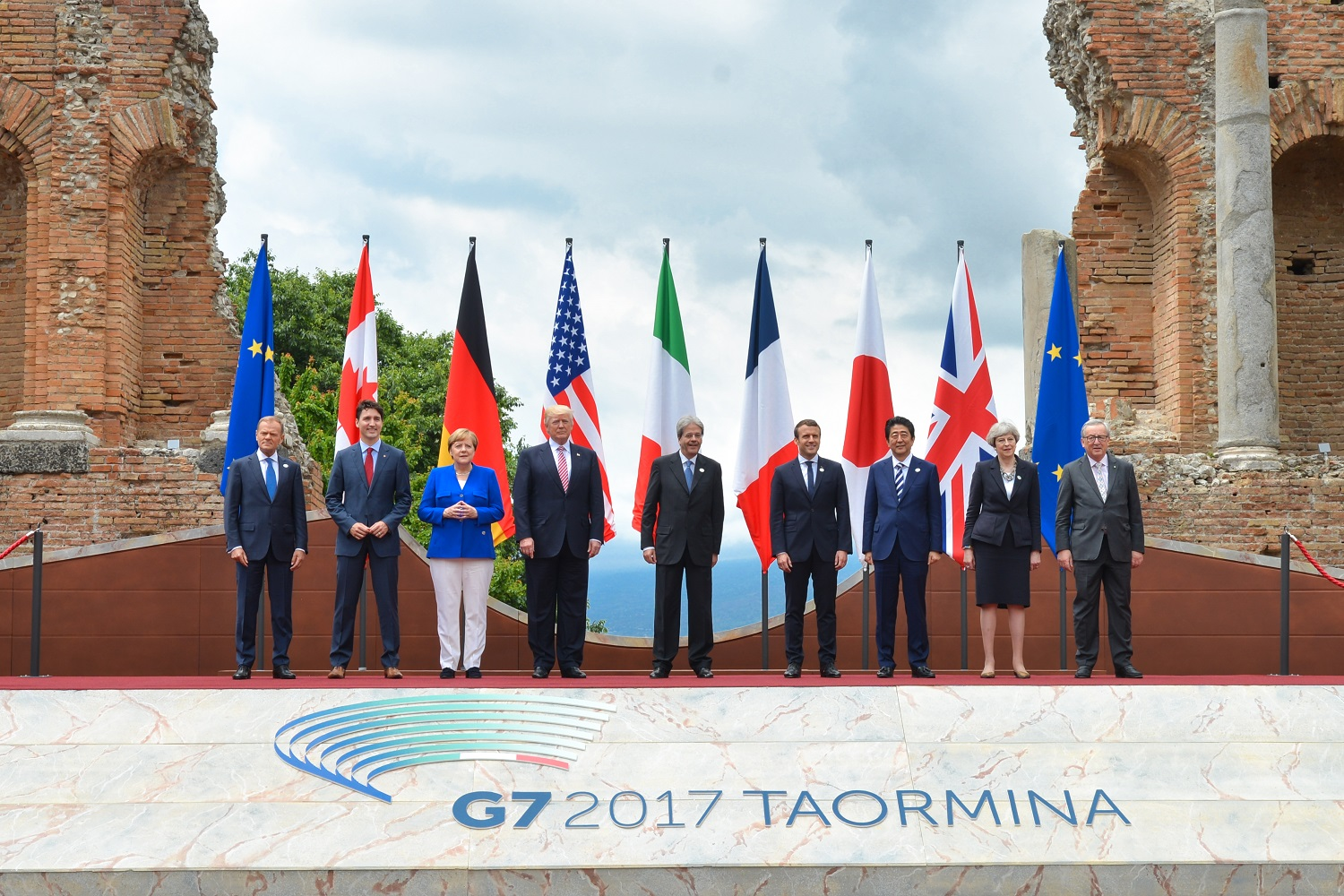
タオルミーナサミット（2017年）
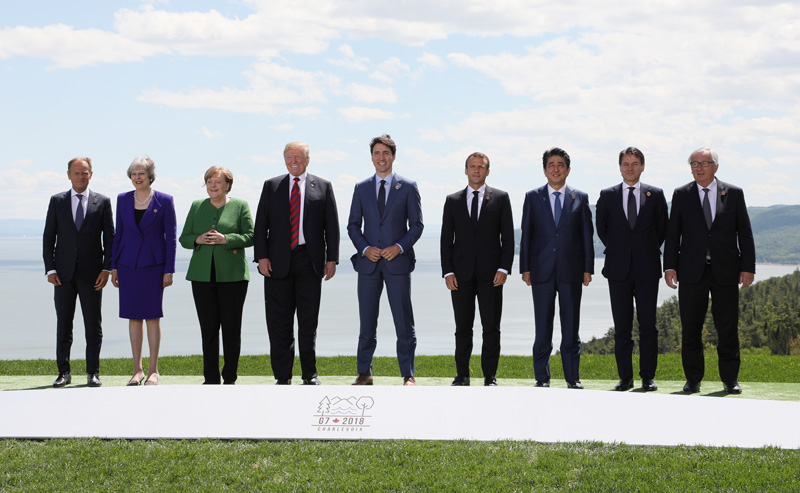
シャルルボワサミット（2018年）
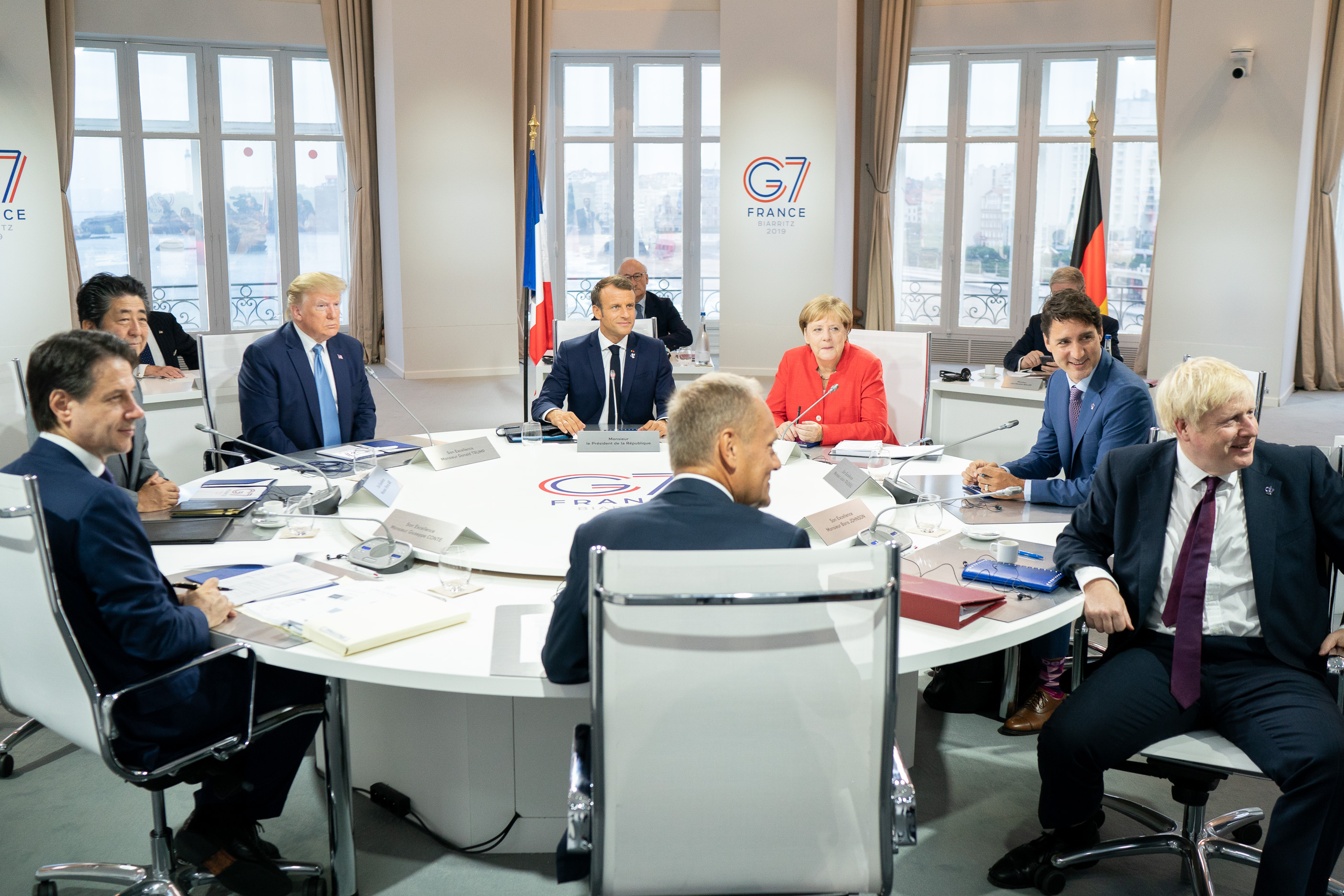
ビアリッツサミット（2019年）
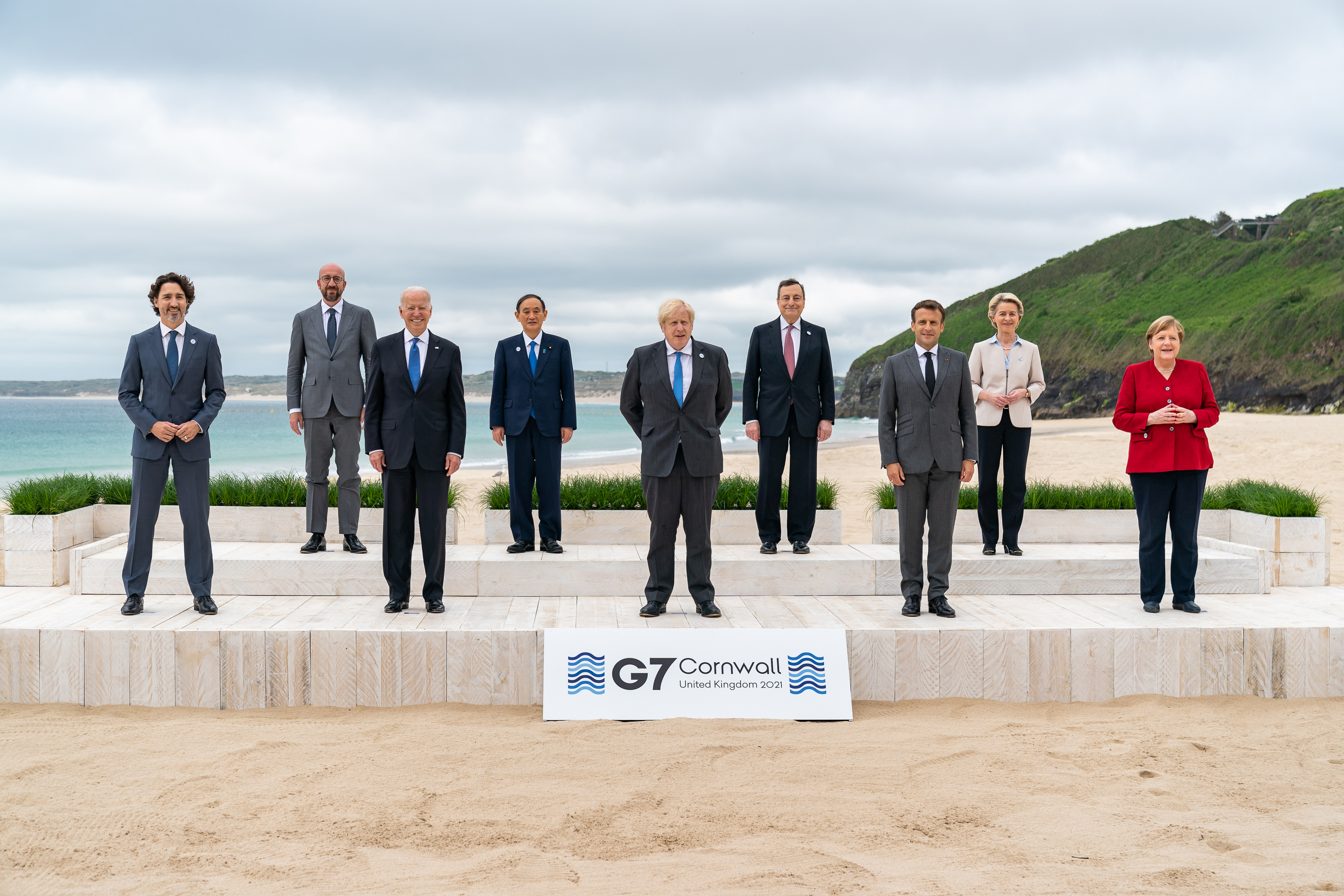
コーンウォールサミット（2021年）
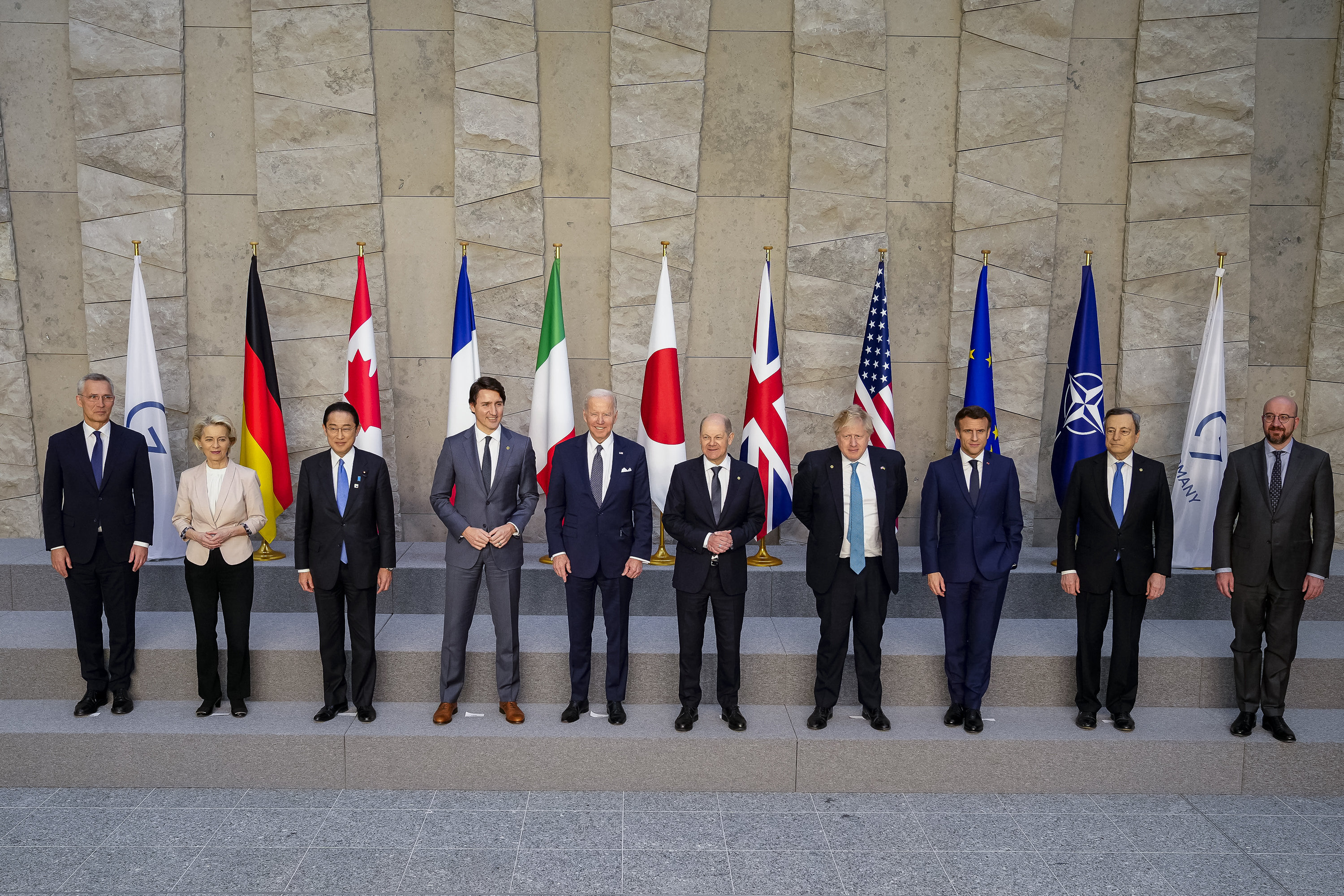
ロシアのウクライナ侵攻をめぐるベルギー・ブリュッセルでの緊急会合（2022年）
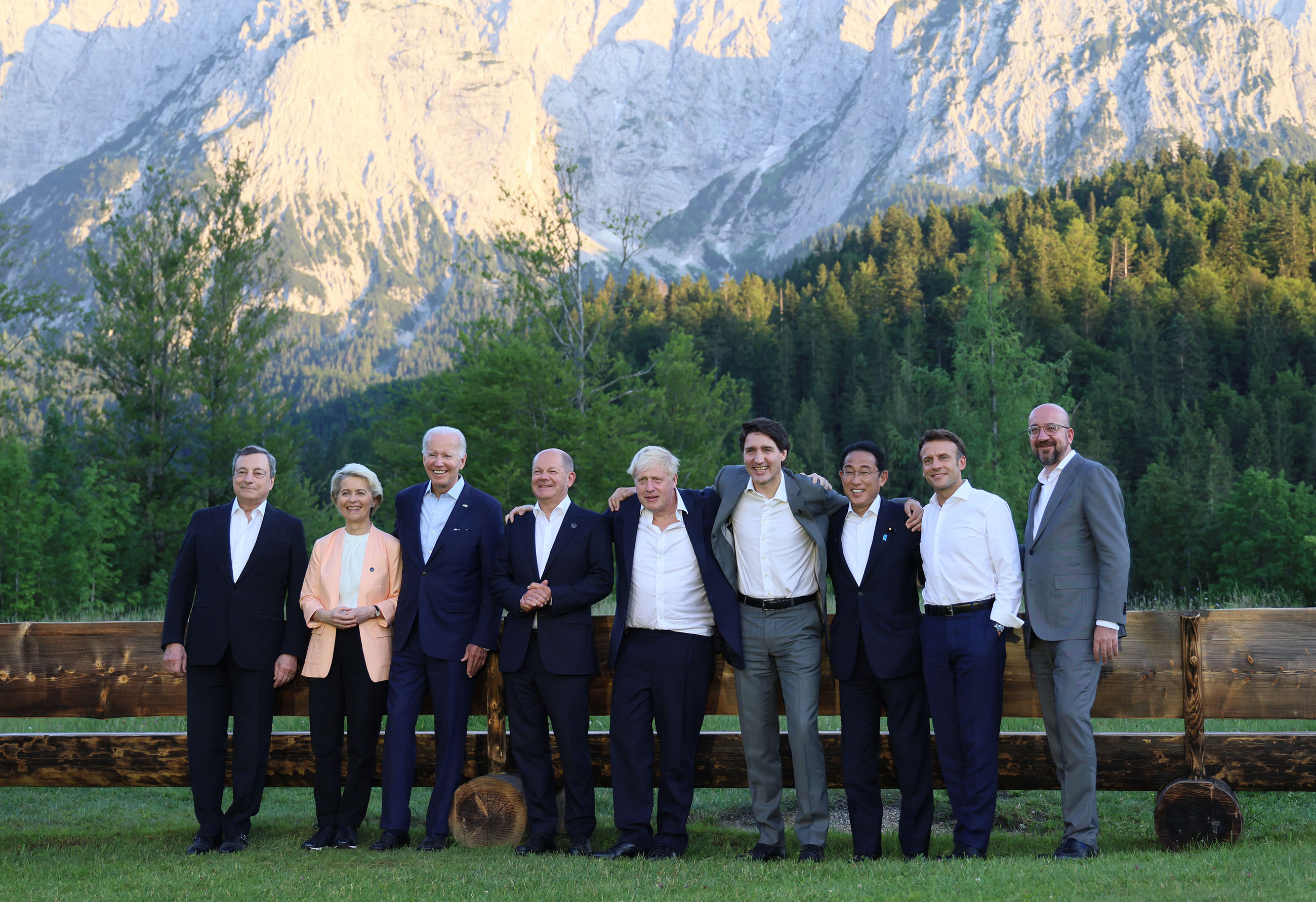
エルマウサミット（2022年）
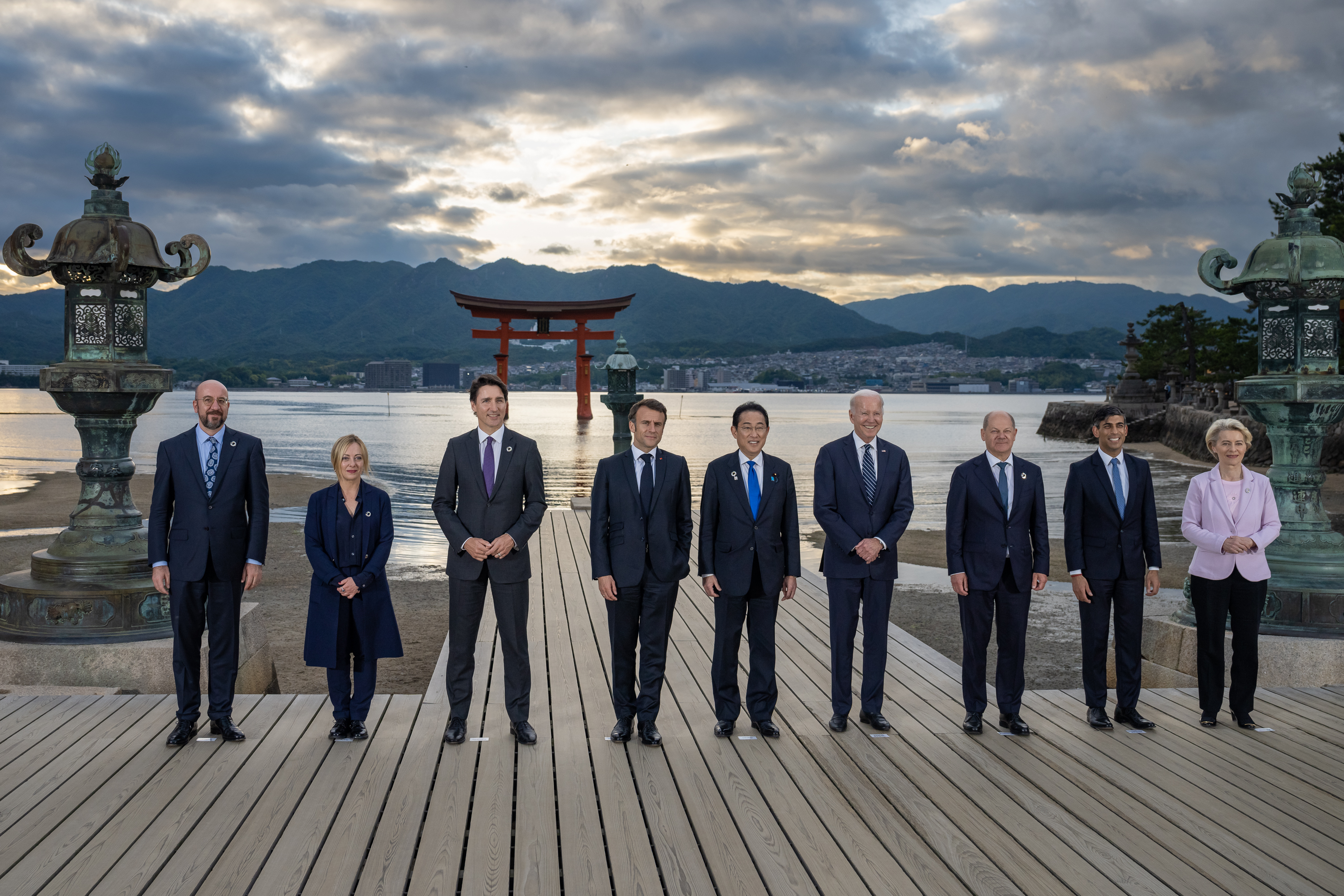
広島サミット（2023年）
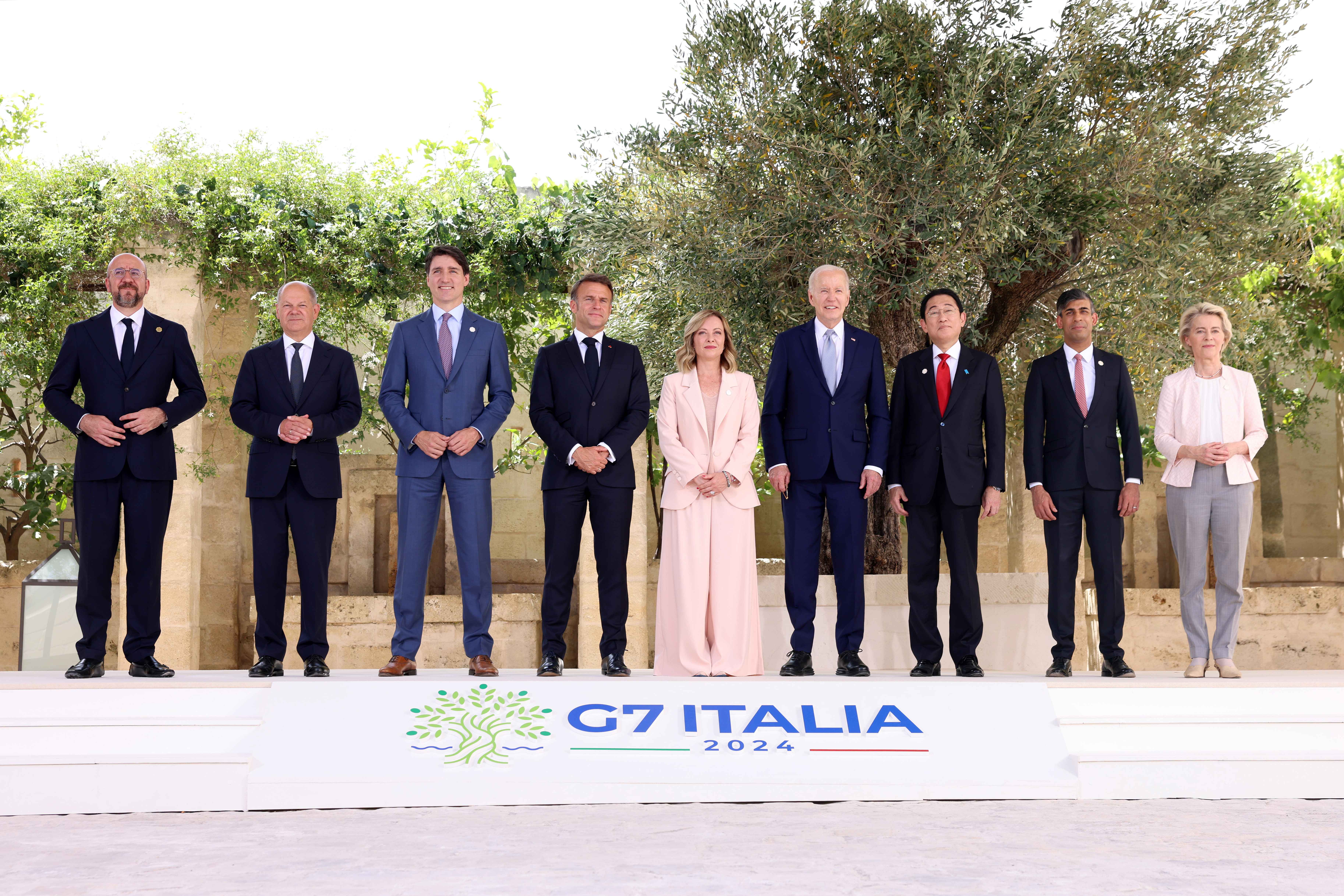
ファザーノサミット（2024年）
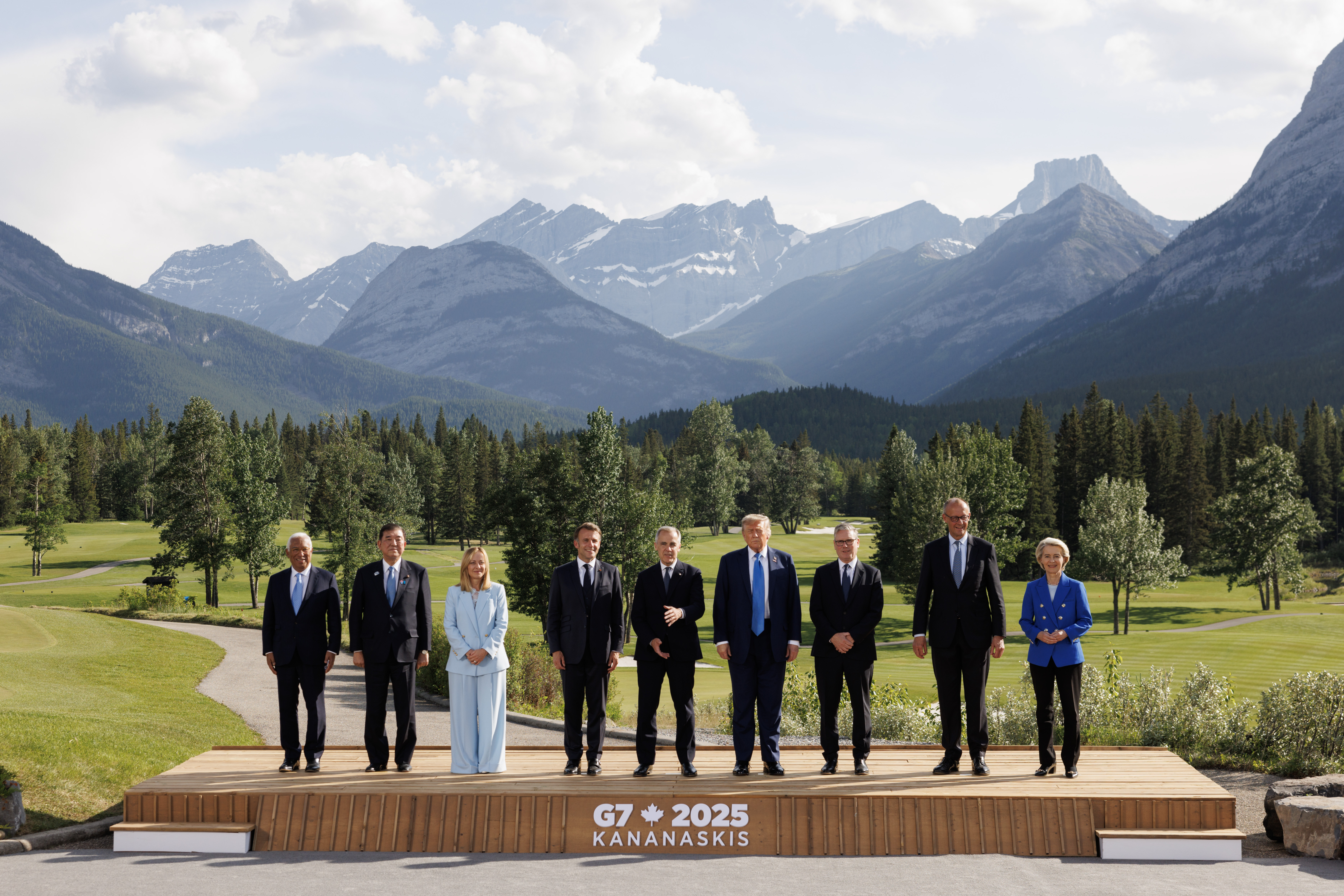
カナナスキスサミット（2025年）